# Kraï de Khabarovsk
Pour les articles homonymes, voir Khabarovsk (homonymie).
Le kraï de Khabarovsk (en russe : Хаба́ровский край, Khabarovski kraï) est un sujet de la fédération de Russie, situé dans le district fédéral extrême-oriental. Sa capitale administrative est la ville de Khabarovsk.
Fondé en 1938 en tant que kraï, celui de Khabarovsk est limitrophe de l'oblast de Magadan, de la Iakoutie, de l'oblast de l'Amour, de l'oblast autonome juif, de la Chine, du kraï du Primorié. Rosstat lui attribue le code 08, et son code d'immatriculation est 27. Quatrième plus grand sujet de Russie, il est baigné par la mer d'Okhotsk, le détroit de Tatarie et la mer du Japon.
Le kraï de Khabarovsk se situe en Mandchourie-Extérieure, une région qui a été pendant longtemps sous l'influence des dynasties chinoises. Les premières traces de peuplement y remontent au Mésolithique et au Néolithique. Elle est ensuite peuplée par les peuples toungouses dès l'Antiquité, qui sont appelés collectivement sous le nom de Jürchens sauvages par la Chine. La dynastie Yuan organise aux XIIIe et XIVe siècles des expéditions sur le fleuve noir, dans le contexte des invasions mongoles. Par la suite, la dynastie Ming y établit brièvement la commission militaire de Nurgan au XVe siècle. La conquête de la Sibérie débouche sur les premières colonies russes dans le nord du kraï au milieu du XVIIe siècle, mais à la suite des conflits sino-russes, la Russie renonce à la région de l'Amour, que la dynastie Qing garde. Cependant, en 1858, le traité inégal d'Aïgoun, puis celui de Pékin en 1860, confèrent à l'Empire russe la région. La colonisation s'amplifie, grâce à l'arrivée du Transsibérien au début du XXe siècle. Pendant la guerre civile russe, la région est la limite entre les armées blanches du Primorié avec ses alliés japonais et des bolcheviks de la république d'Extrême-Orient. Le pouvoir soviétique s'implante dans la région au début de 1922. Le kraï est formé en 1938, et il est devenu depuis une importante région industrielle en Extrême-Orient russe.
En 2023, sa population s'élevait à 1 284 090 habitants, en constant recul à cause de ses soldes naturels et migratoires négatifs. Depuis la fin de l'époque soviétique, la région est devenue bien moins attractive et de nombreuses industries ont fermé. L'exode rural y est très marqué, les villages s'y dépeuplant. La population est inégalement répartie, avec une densité moyenne de 1,63 habitants/km2, bien que cela puisse atteindre 0,1 à 0,2 habitants/km2 dans le nord du kraï. Sa population est en très grande majorité urbaine, se concentrant dans quelques villes comme Khabarovsk et Komsomolsk-sur-l'Amour.
Région essentiellement forestière et minière, le kraï de Khabarovsk possède un important secteur métallurgique et mécanique, aéronautique et pharmaceutique (il y a en outre des menuiseries et des pêcheries). Si l'on considère son étendue immense, la région de Khabarovsk est relativement pauvre en matières premières ; mais elle se classe tout de même au 7e rang de la fédération de Russie pour l'extraction d'or, et au second rang pour l'extraction de platine.
Grâce aux grandes étendues, la nature occupe une place conséquente dans le kraï. Les aires naturelles représentent 7,9 % du territoire, parmi lesquelles se trouvent le parc national des îles Chantar, celui de l'Aniouï ou encore la réserve naturelle Bolonski. Des peuples autochtones peuplent certaines parties de la région, tels que ceux des Nanaïs, des Oudihés, Oultches, Nivkhes et Orotches. Son patrimoine culturel est néanmoins faible, le kraï comprenant en 2023 1466 objets patrimoniaux culturels, dont de nombreux sites archéologiques, tels que les pétroglyphes de Sikatchi-Alian, qui sont en grand nombre et très bien conservés, ainsi que candidats au patrimoine mondial de l'Unesco.

## Géographie

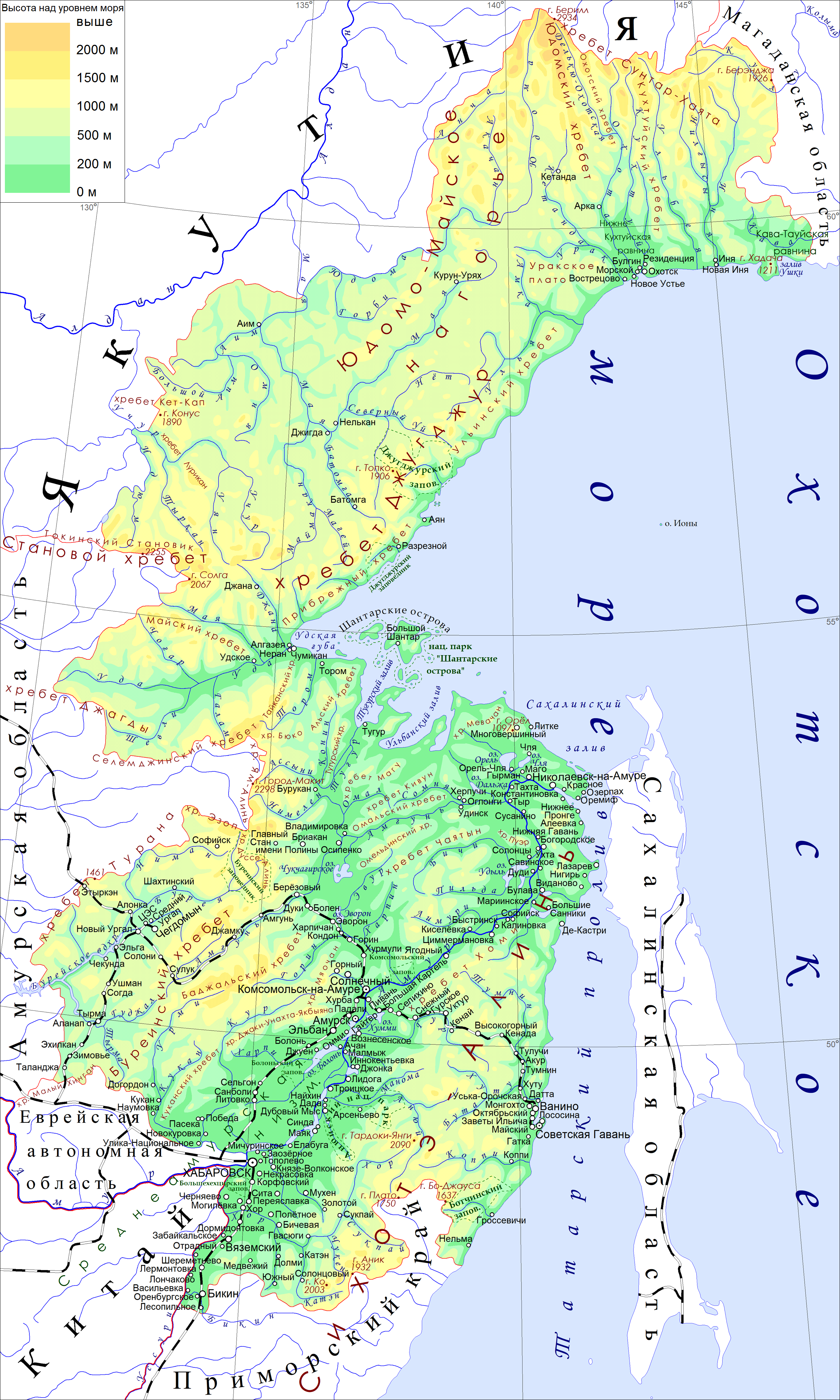
Carte topographique du kraï de Khabarovsk.

### Situation
Le kraï de Khabarovsk est un des 89 sujets de la fédération de Russie, situé en Extrême-orient russe, et dépendant ainsi du district fédéral extrême-oriental. Son territoire s'étend du sud au nord sur 1 800 km, d'ouest en est sur 125 à 750 km. La région occupe une superficie de 787 633 km2, soit 4,6 % du territoire de la Russie et 11,3 % du district fédéral d'Extrême-Orient, faisant de lui le 4e plus grand sujet de Russie. Son territoire est limitrophe de l'oblast de Magadan au nord-est, de la république de Sakha (Iakoutie) au nord-ouest, de l'oblast de l'Amour à l'ouest, de l'oblast autonome juif et de la république populaire de Chine au sud-ouest, et du kraï du Primorié au sud,.
Il est baigné par la mer d'Okhotsk au nord-est et à l'est, et par la mer du Japon. Il est séparé de l'île de Sakhaline par les détroits de Tatarie et de Nevelskoï. Outre la partie continentale, le territoire comprend plusieurs îles, parmi lesquelles les plus grandes sont les îles Chantar. La longueur totale du littoral est d'environ 2 500 km, en incluant les îles, il est de 3 390 km. Les aires protégées, toutes catégories confondues, couvrent 7,9 % du territoire.

L'ensemble du kraï de Khabarovsk se trouve dans l'heure de Vladivostok (MSK+7). Par rapport à l'heure de Moscou, le fuseau horaire présente un décalage constant de +7 heures. Le décalage par rapport au temps universel coordonné est de +10.00. 

Paysages du kraï de Khabarovsk :
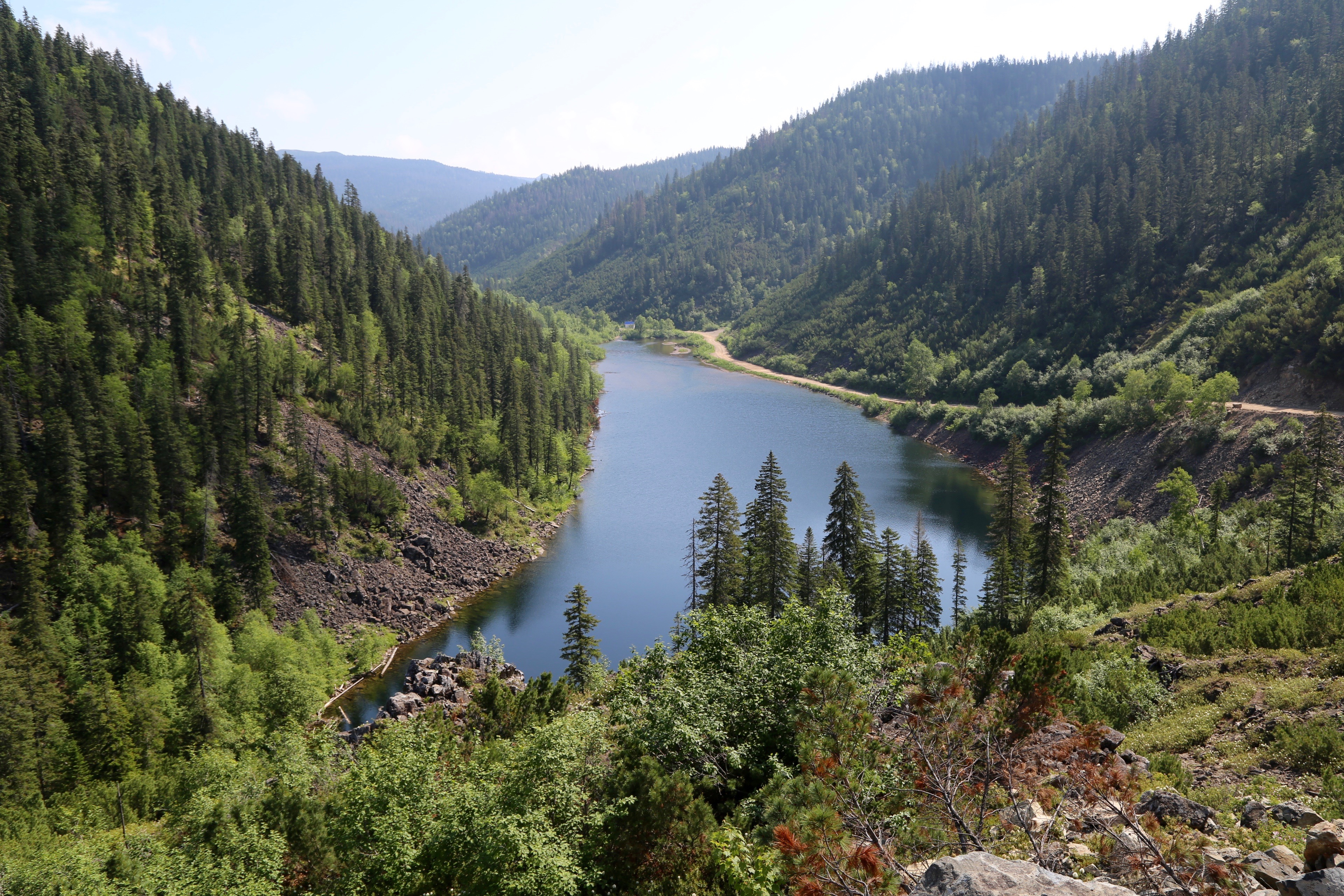
Le lac Amout dans le raïon de Solnetchny, au centre-sud.
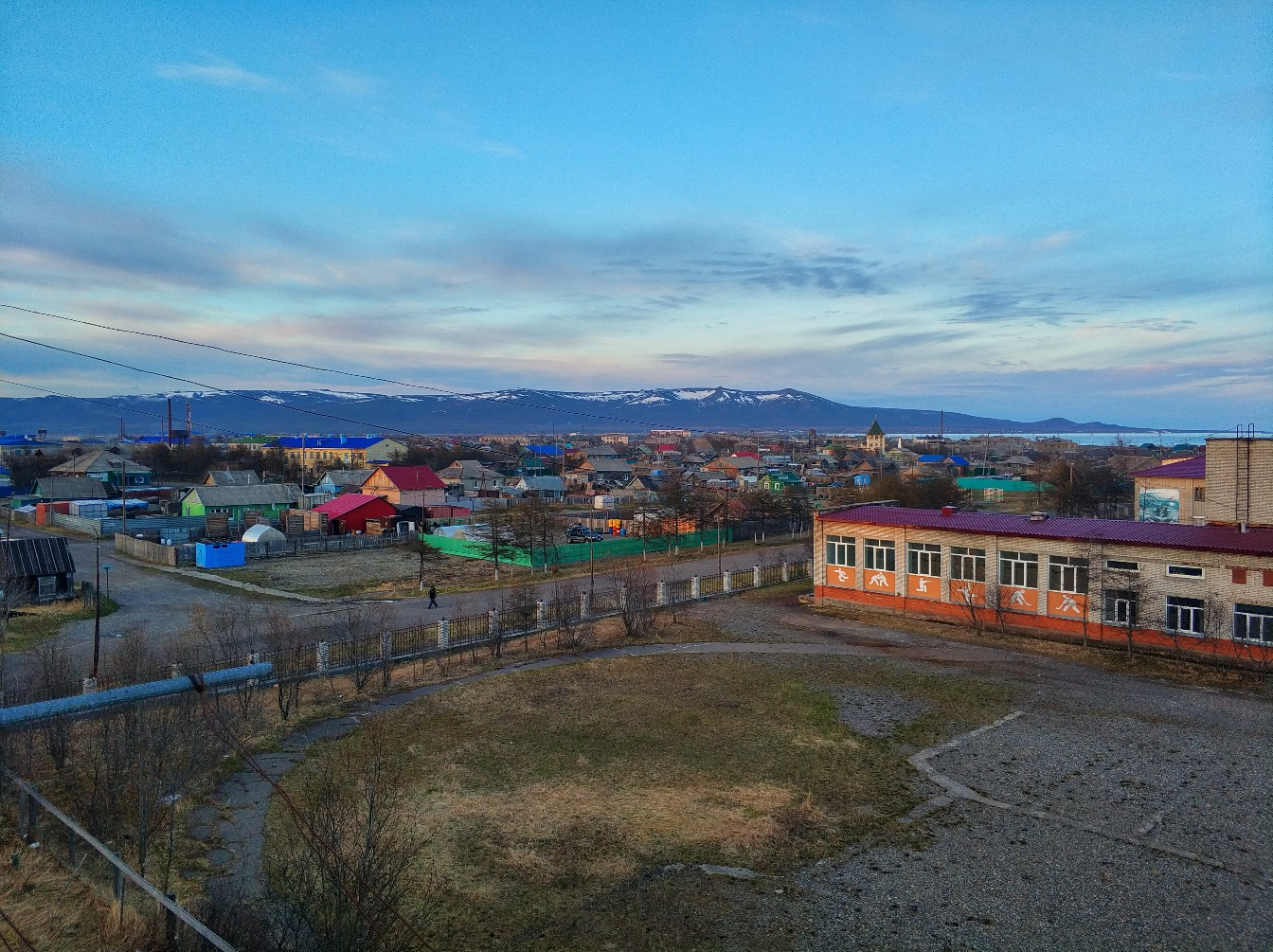
Okhotsk dans l'extrême-nord.
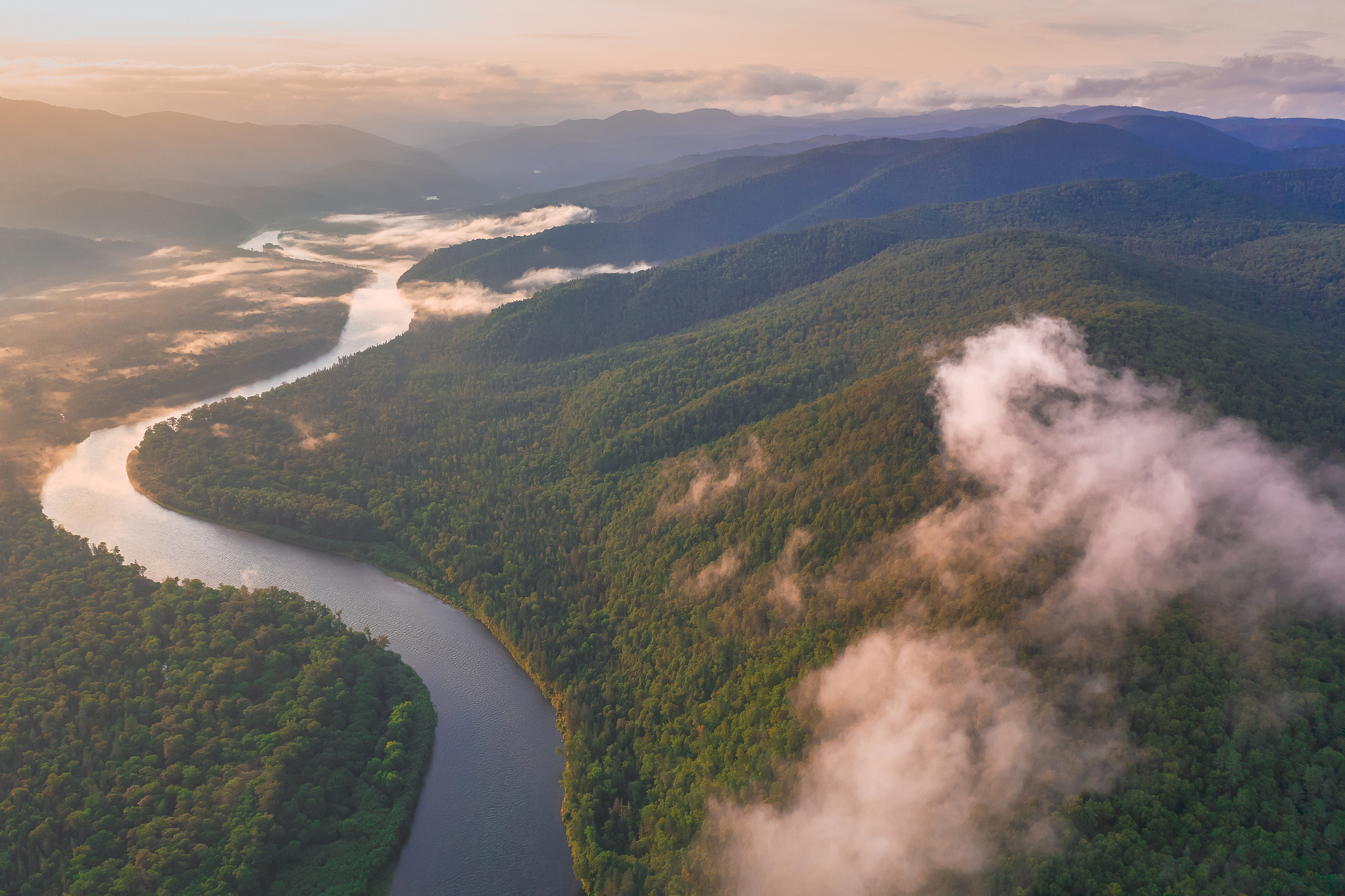
Vue de la rivière Aniouï dans le raïon Nanaï, au sud-est.
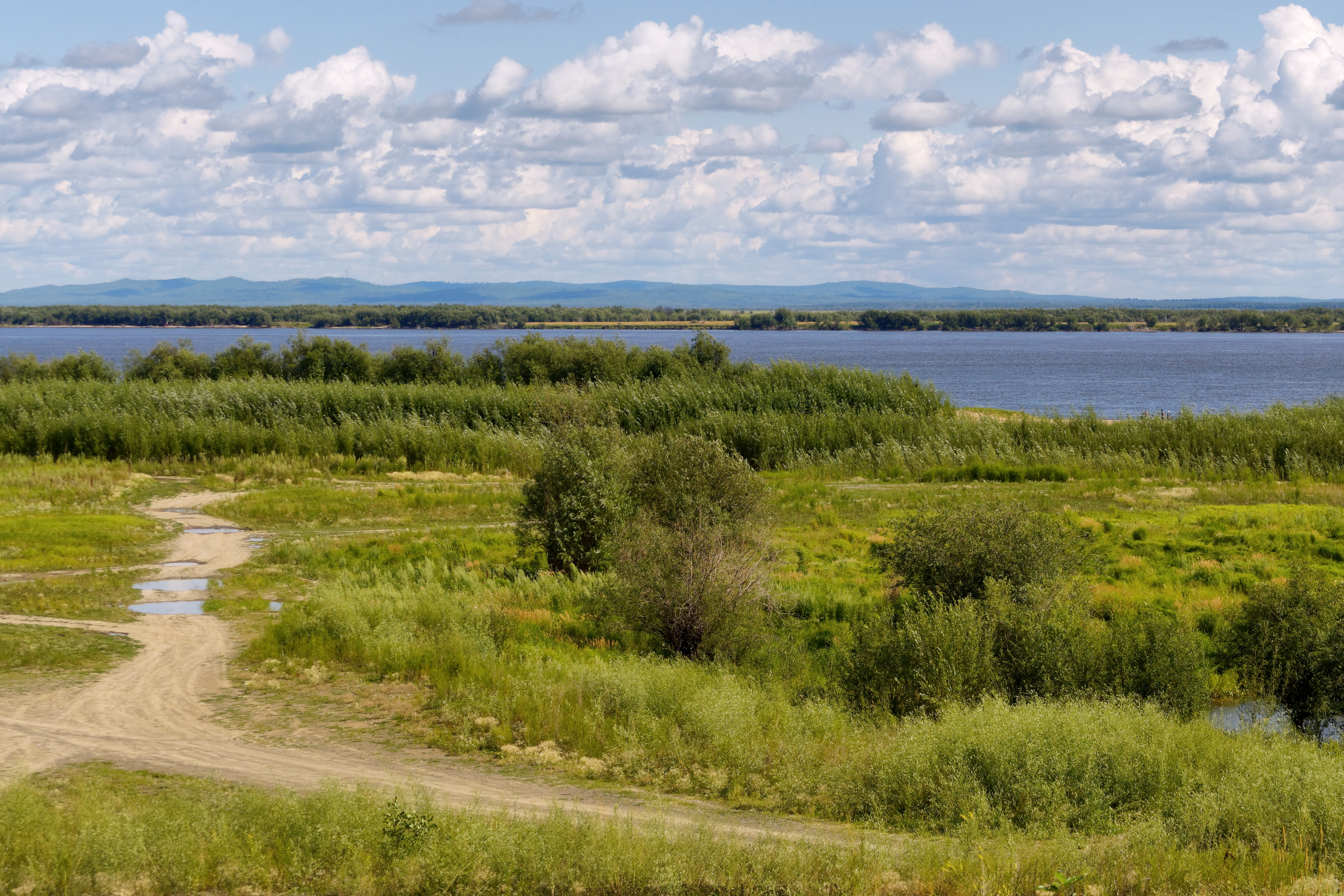
Fleuve Amour vers Amoursk.

### Topographie

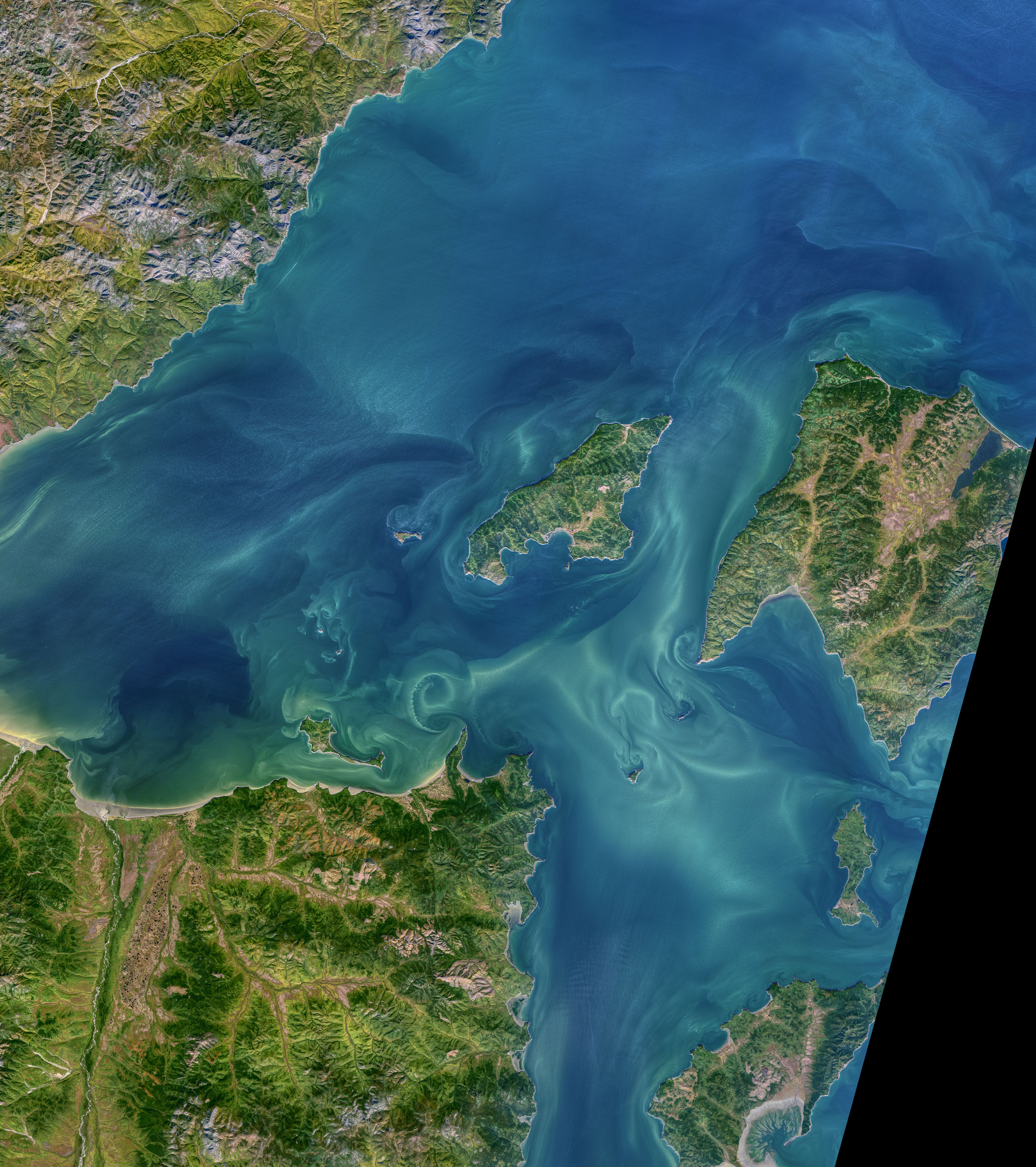
Vue satellite des îles Chantar.

Les trois quarts du territoire de la région sont occupés par les massifs montagneux (Sikhote-Aline, Sountar-Kaïata, Djougdjour, Boureïa, Stanovoï), séparés par des plaines étroites. On y trouve aussi le massif de Konder. Le point culminant du kraï de Khabarovsk est le mont Berill (2 933 m) dans les monts Sountar-Khayata.
La région compte plus de 210 000 cours d'eau, d'une longueur totale de plus de 550 000 km, dont la majorité fait partie du système de l'Amour (Amgoun, Aniouï, Toungouska, Boureïa, Oussouri), plus de 58 000 lacs et de nombreuses zones marécageuses.

### Climat
Le climat est tempéré mais très continental au sud, et subarctique au nord et sur la plupart des reliefs. Il est cependant influencé dans le sud par la mousson. Il est caractérisé par une prédominance des journées claires et ensoleillées. En hiver l'air froid vient de l'intérieur du continent, ce qui donne des hivers particulièrement rigoureux pour ces latitudes, même en comparant aux autres régions de Sibérie. L'hiver est aussi sec et ensoleillé. La température moyenne du mois le plus froid, janvier, est de −20 °C au sud et de −40 °C au nord dans les terres. La mer se couvre de banquise sur tout le littoral. Le pergélisol concerne une grande partie des sols de la région. Les étés sont frais à tièdes, et humides en raison de l'influence de la mousson est-asiatique, provenant de la mer d'Okhotsk et du Japon. Au sud-ouest, les plaines bordant le fleuve Amour et l'Oussouri, où se trouve la capitale Khabarovsk, connaissent des étés assez chauds,.
L'été est est relativement chaud et humide, et la température moyenne du mois le plus chaud, juillet, varie de +22 °C dans le sud à +14 °C. La durée de la période sans gel varie de 130 à 150 jours dans le sud du kraï, et de 90 à 130 jours dans les régions du centre et du nord.
Les précipitations annuelles atteignent de 400 à 600 mm dans le nord et de 600 à 800 mm dans les plaines et les pentes montagneuses exposées à l'est. En hiver, les montagnes et le bas d'Amour reçoivent une quantité considérable de neige. Il y a fréquemment du vent surtout sur la côte et dans les vallées des grandes rivières,.
| Températures moyennes minimales            | −1,8 °C                                     | −5,8 °C                                       | −6,7 °C                                       |
| Températures moyennes                      | 2,7 °C                                      | −1,6 °C                                       | −3,4 °C                                       |
| Températures moyennes maximales            | 7,8 °C                                      | 3,6 °C                                        | 0,3 °C                                        |
| Précipitations moyennes                    | 696 mm                                      | 672 mm                                        | 540 mm                                        |
| Ensoleillement moyen                       | 2 446 h                                     | 2 192 h                                       | 1 955,3 h                                     |
| Record de températures Minimale / Maximale | −40 °C (janvier 2011) / 36,4 °C (juin 2010) | −45,7 °C (février 1891) / 35,3 °C (août 1939) | −47,2 °C (janvier 1931) / 32,1 °C (août 1950) |
| Source : Pogoda i klimat,                  |                                             |                                               |                                               |

### Environnement

#### Faune
Pour la faune, le kraï de Khabarovsk compte 380 espèces d'oiseaux et au moins 94 espèces de mammifères. Il y a au moins 550 espèces de poissons (marins et d'eau douce), comprenant environ 130 espèces de poissons d'eau douce (bassin de l'Amour et rivières de l'Amour), mais aussi 125 espèces de poissons vivant dans les rivières côtières, ainsi que 5 espèces du bassin de la rivière Léna, introuvables dans le bassin de l'Amour et dans les rivières de la côte maritime. Par ailleurs, il y a 9 espèces d'amphibiens et 11 espèces de reptiles.

Faune du kraï (sélection) :
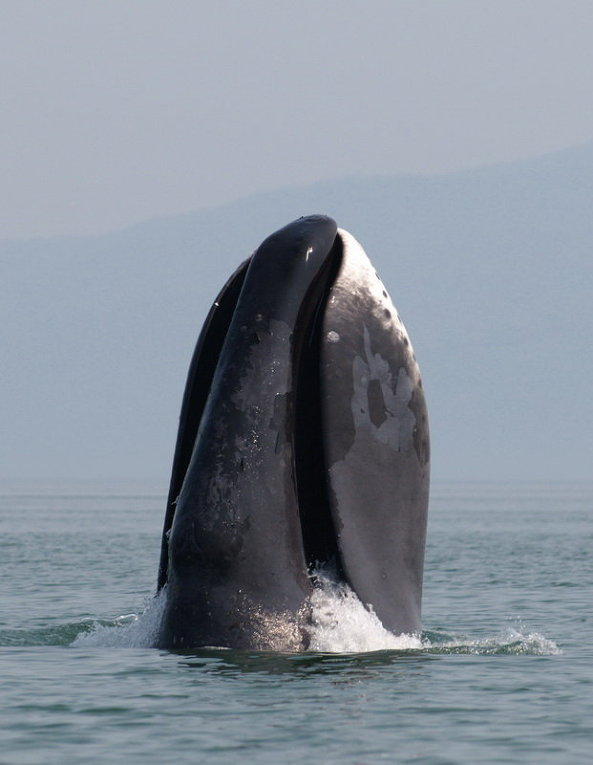
Baleine boréale dans les eaux des îles Chantar.
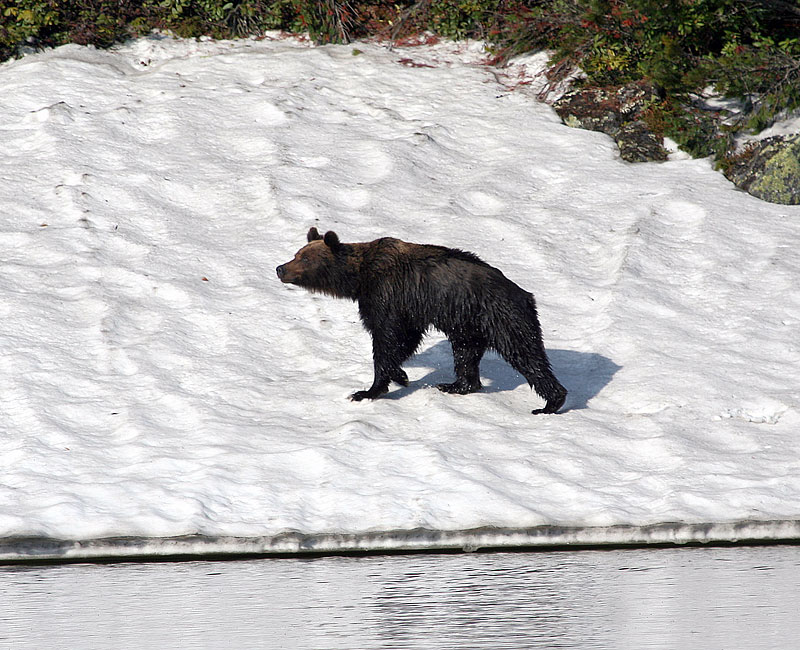
Ours brun dans la réserve naturelle de la Boureïa.
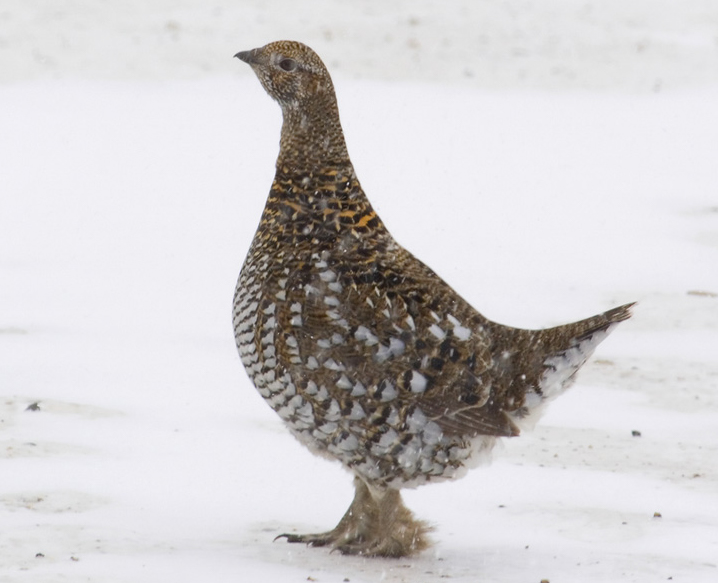
Tétras de Sibérie.
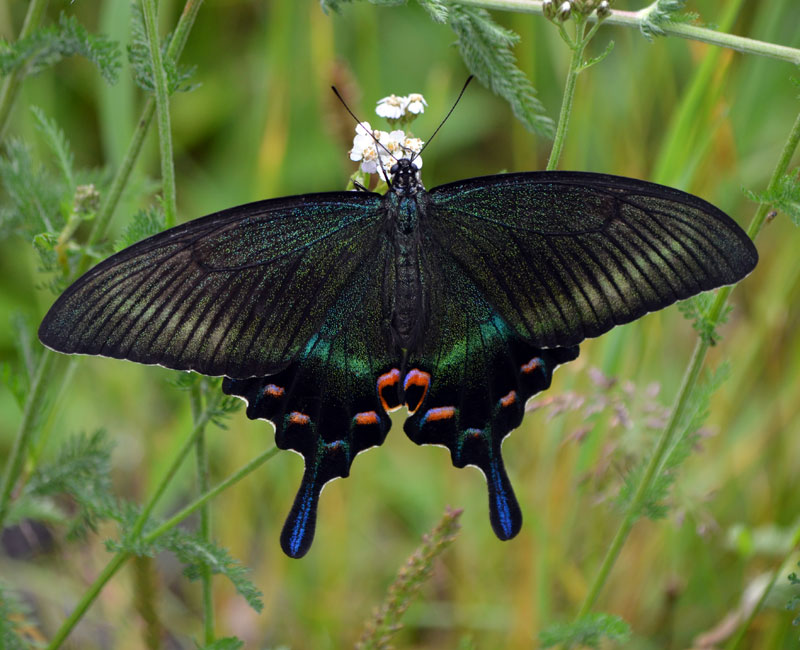
Papilio maackii dans la réserve naturelle de la Boureïa.

#### Flore
Sur plus de 3 500 espèces de plantes poussant en Extrême-Orient russes, la flore du kraï de Khabarovsk comprend 2 517 espèces, dont 2 107 espèces indigènes. La flore est représentée par 2 006 espèces d'angiospermes dont 1 416 espèces de dicotylédones et 589 espèces de monocotylédones, ainsi que 87 espèces de ptéridophytes et 14 espèces de gymnospermes.
Le kraï de Khabarovsk présente des paysages de taïga, de sous-taïga et de forêts tempérées décidues. La taïga est divisée en sous-zones nord (région d'Okhotsk), moyenne et sud. Selon les caractéristiques environnementales, il peut s'agir de différentes espèces de conifères. L'habitat principal des forêts de conifères gravite vers le pergélisol dans les territoires adjacents à la Iakoutie. Les forêts sombres de conifères poussent principalement sur la cordillère du Sikhote-Aline, le bas Amour et les montagnes du sud-ouest de la région. La sous-taïga est située entre Khabarovsk et Komsomolsk-sur-l'Amour. Une ceinture de basses montagnes couverte de sous-taïga similaire s'étend le long de la mer du Japon, depuis Sovetskaïa Gavan jusqu'à la frontière avec le kraï du Primorié. Des paysages forestiers de feuillus se trouvent dans le bassin de la rivière Oussouri. Le zonage latitudinal se superpose à l'étagement altitudinal des montagnes, ce qui rend le couvert végétal du kraï de Khabarovsk plus complexe, en ajoutant une ceinture de toundra montagneuse, une ceinture de pins nains de Sibérie et des espaces ouverts de mélèzes de Dahurie avec des fragments de forêts de bouleaux.
Les espèces forestières des forêts boréales sont le mélèze de Dahurie, le pin sylvestre, l'épicéa du Japon, le sapin de Khinghan, le bouleau de Mandchourie et le tremble. Des zones plus petites sont occupées par des épicéas de Sibérie et de Corée. Les forêts némorales sont dominées par le pin de Corée, le chêne de Mongolie et le tilleul de Sibérie, et plus rarement par le frêne de Mandchourie, l'orme du Japon, le bouleau de Mandchourie et le bouleau de Mongolie. Les forêts azonales des plaines inondables se composent de diverses espèces de saules, de Chosenia arbutifolia, de peupliers doux (Populus suaveolens) et d'Alnus hirsuta.
Dans les plaines inondables des rivières et sur les terrasses basses au-dessus de la plaine inondable, on trouve des prairies humides azonales et des marécages. Les prairies non inondables formées par des steppes sont moins typiques que dans la région voisine de l'Amour. Les sols sont des sols zonaux de forêts mixtes et de feuillus, et sont ainsi différentes des sols de type prairie-tchernoziom des « prairies de l'Amour » de la région voisine.
Dans le bassin de la rivière Khor, une forêt d'épicéas et houx unique dans l'Extrême-Orient russe a été préservée, dans les strates inférieurs de laquelle poussent des ifs du Japon et des Ilex rugosa. Parmi d'autres reliques, l'abre au liège de l'Amour, l'angélique de la Corée, l'Arisaéma amurénse, le Chloranthus japonicus et la fougère Coniogramme intermedia se distinguent. Plus de 250 espèces de plantes sont répertoriées dans le Livre rouge du kraï de Khabarovsk, parmi lesquelles : Microbióta decussáta, Weigela suavis, Grossularia burejensis, Smilax maximowiczii, Adlumia asiatica, Cypripedium, Papaver nivale, la pivoine de Chine et Bergenia Pasifaca Kom.

Flore du kraï de Khabarovsk (sélection)
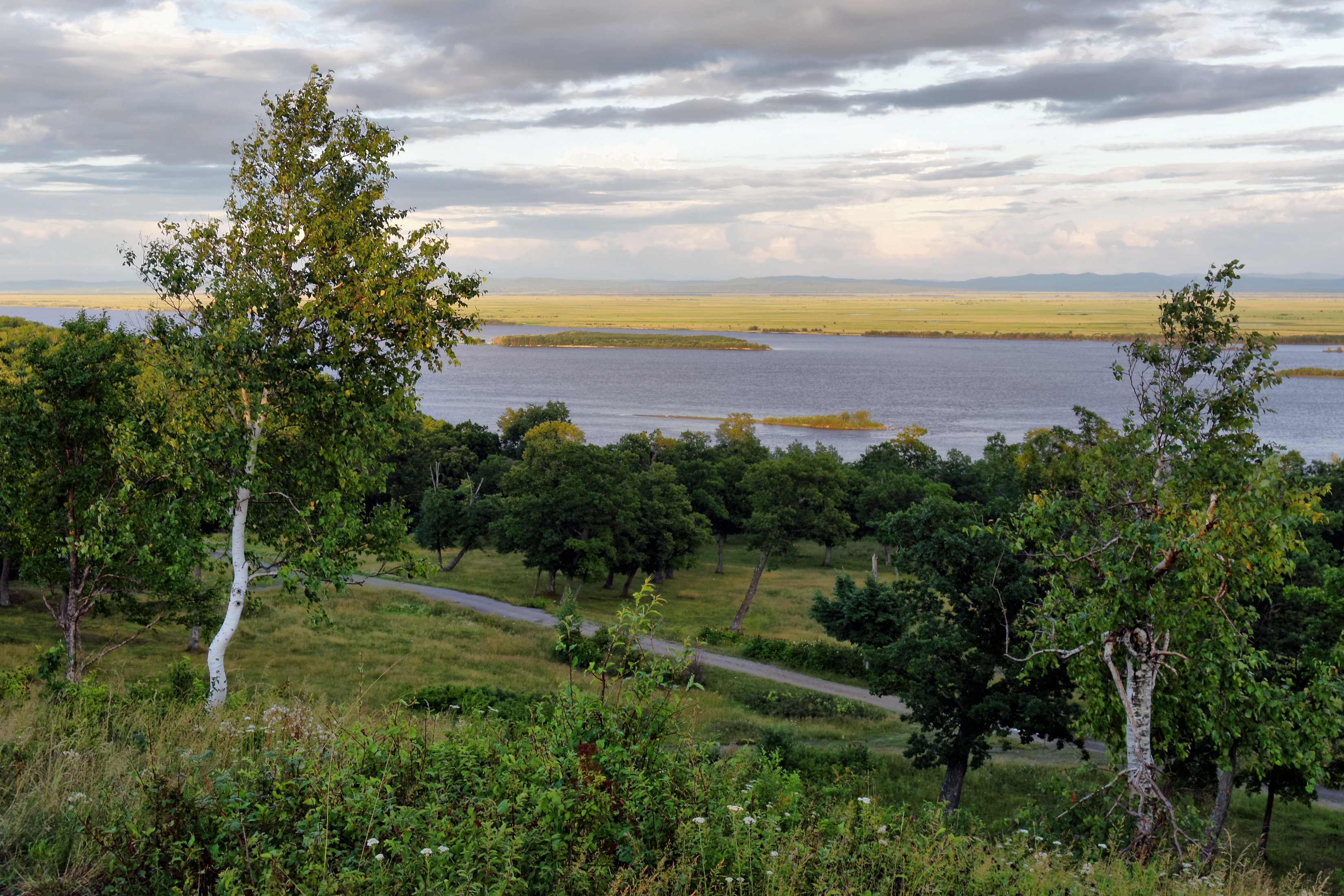
Chênaie au bord de l'Amour.
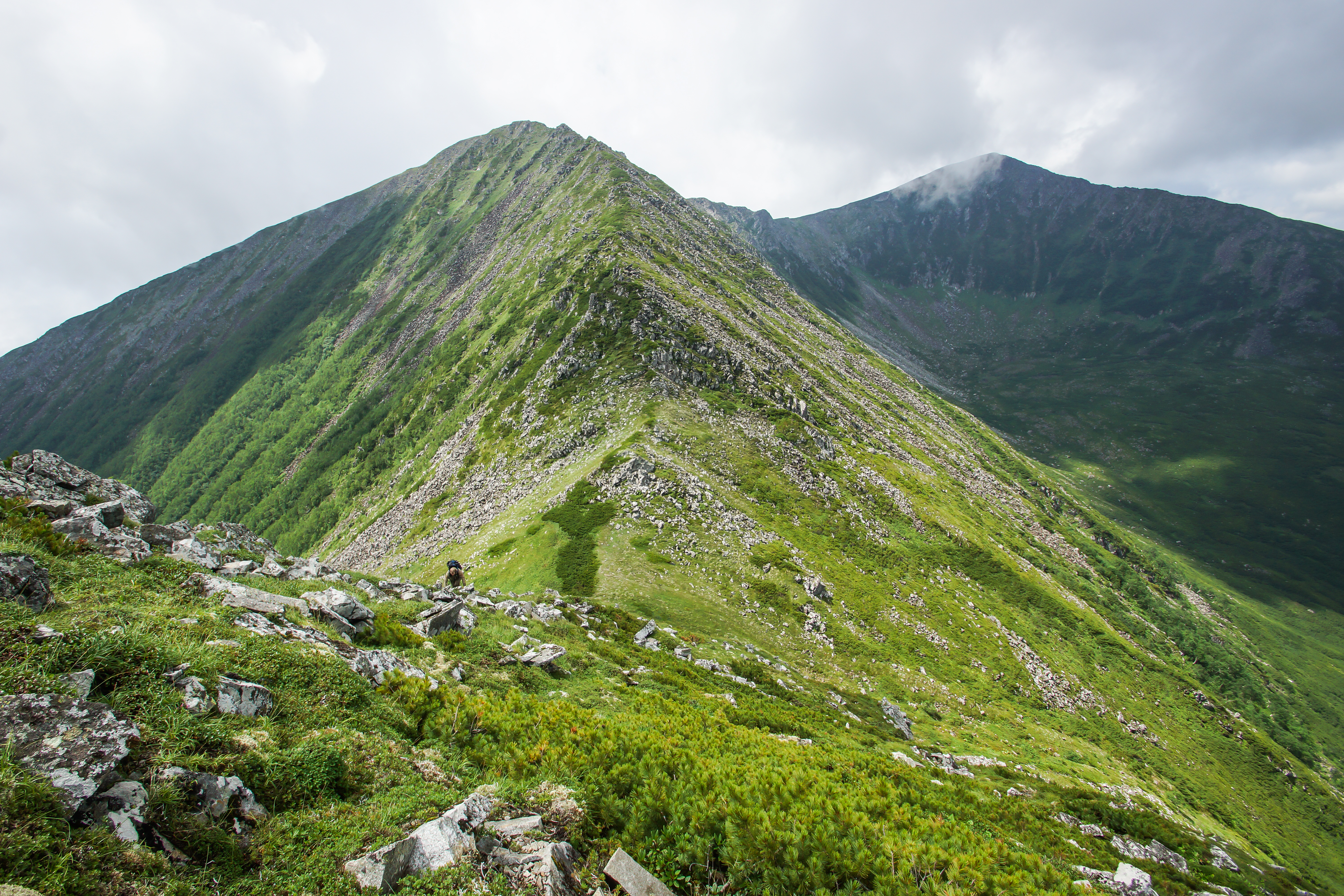
Golets et arbrisseaux, vue depuis le Mont Ko.
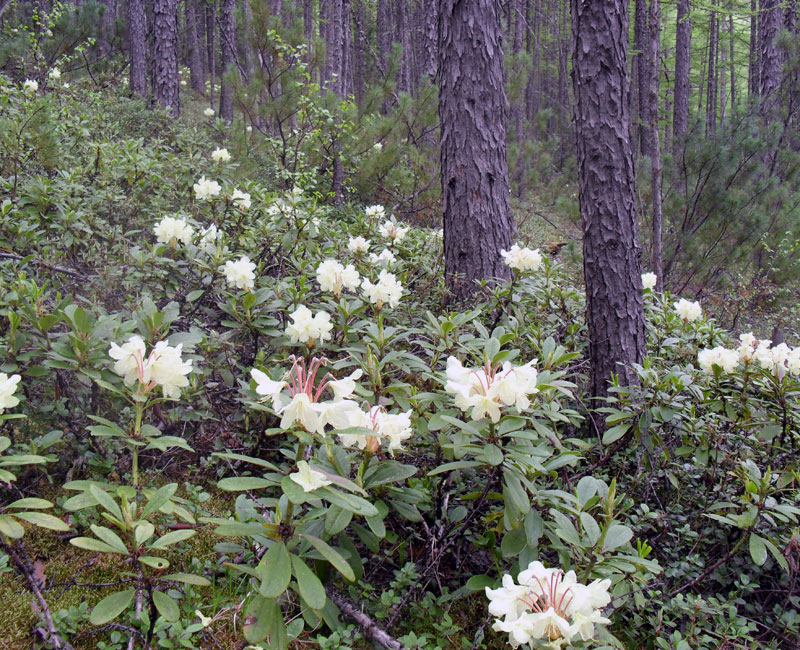
Rhododendrons dans la taïga.
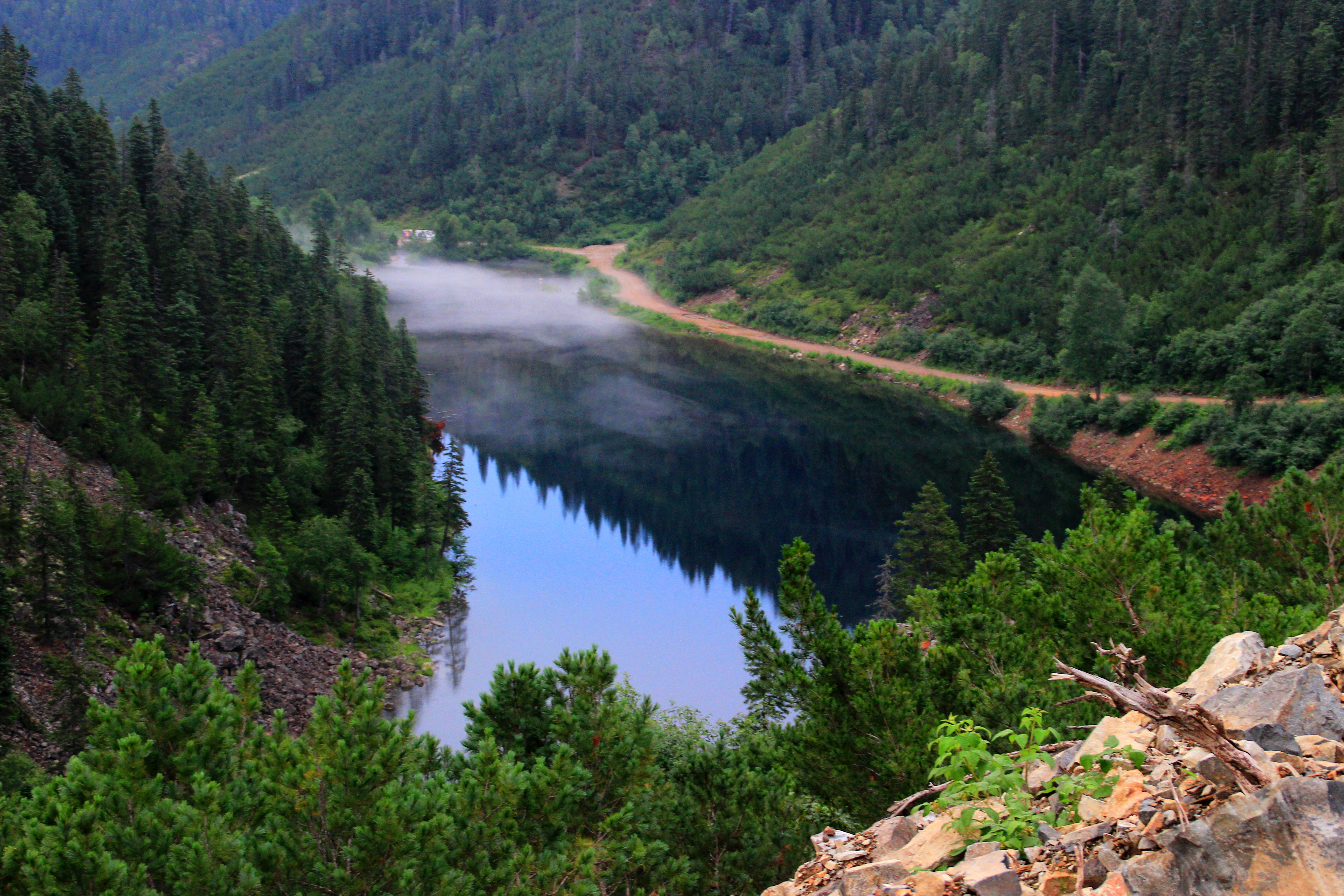
Forêts de conifères sombres près du lac Amout.
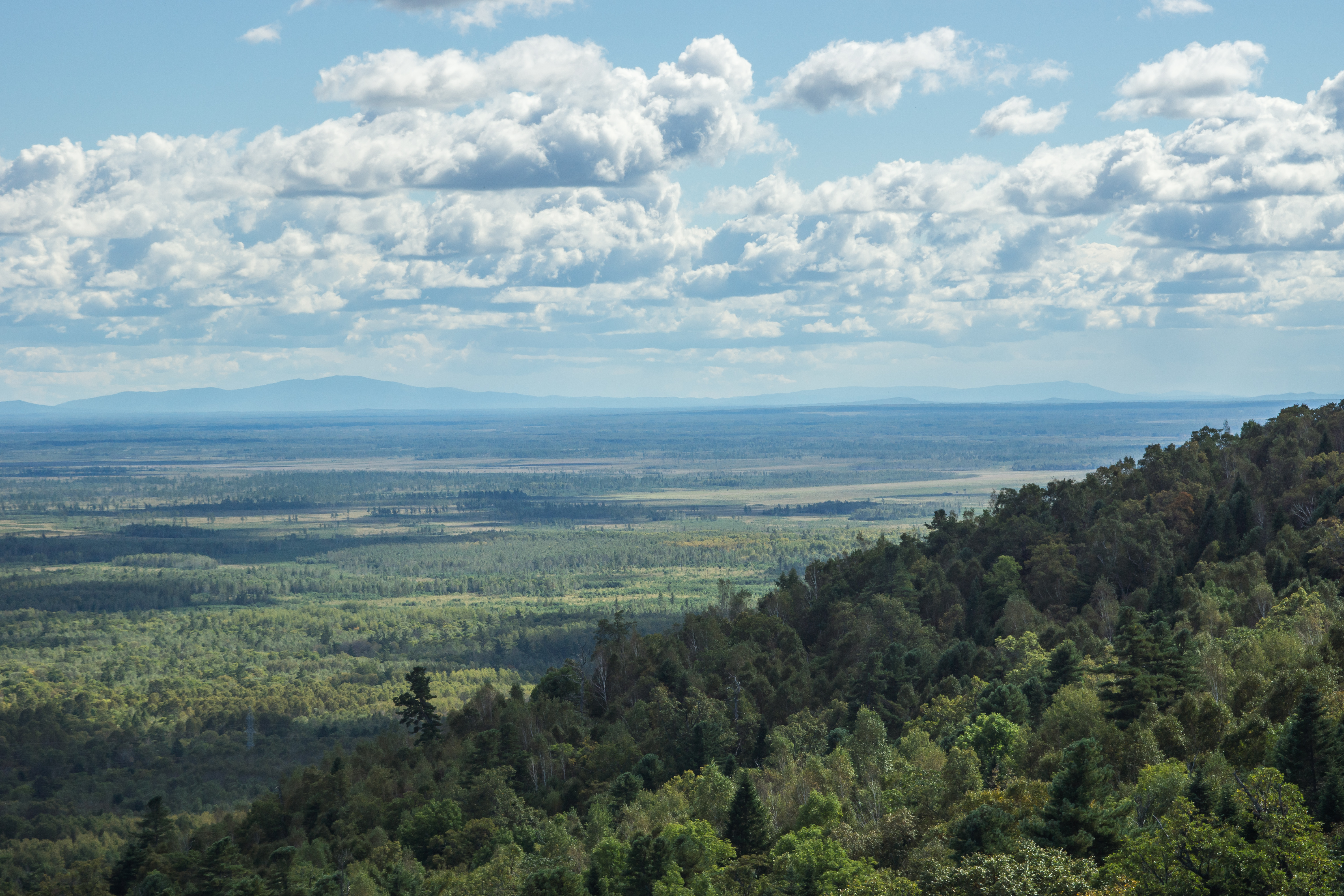
Forêts de pins de Sibérie et de feuillus de Khekhtsir.
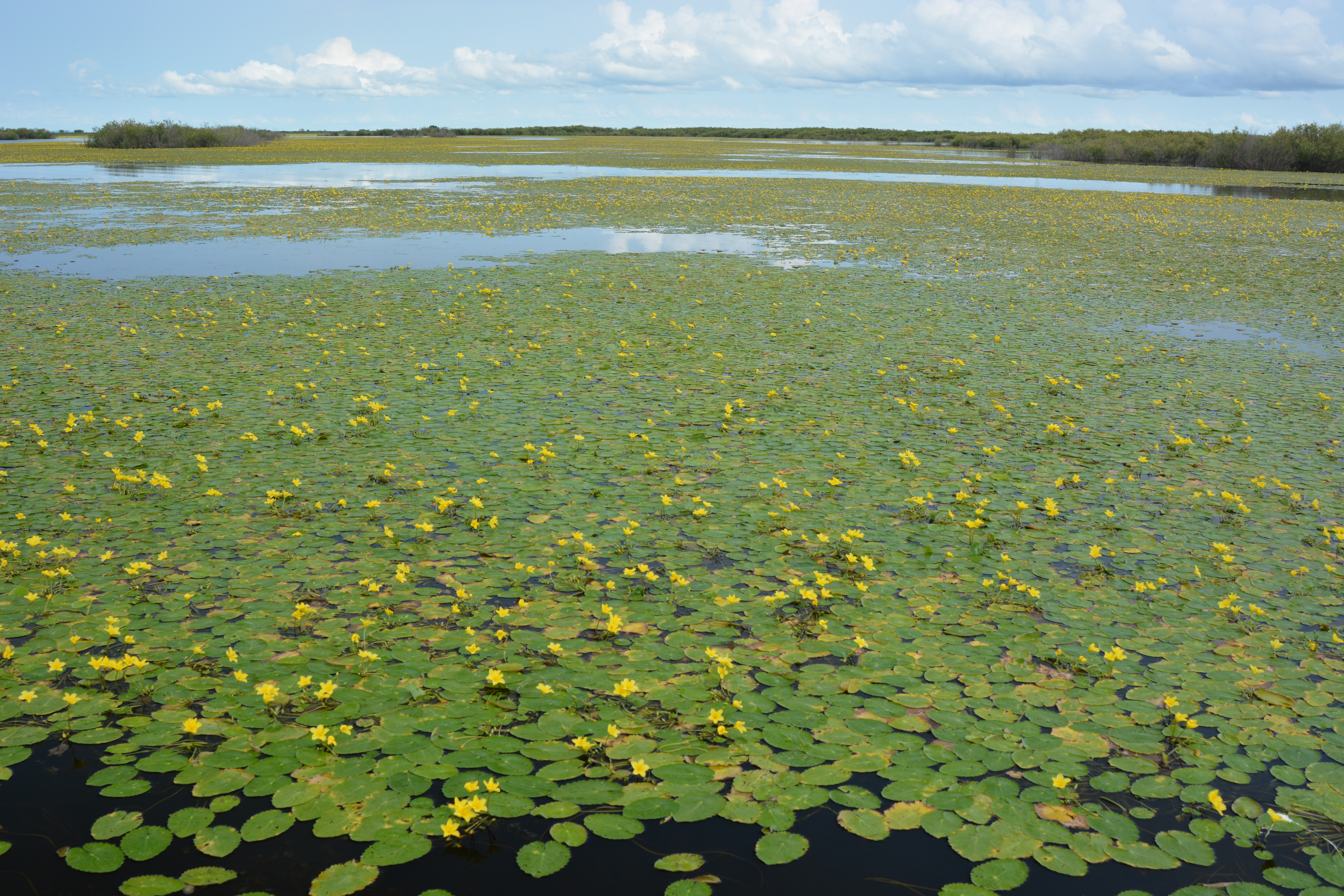
Nuphars dans la réserve naturelle Bolonski.
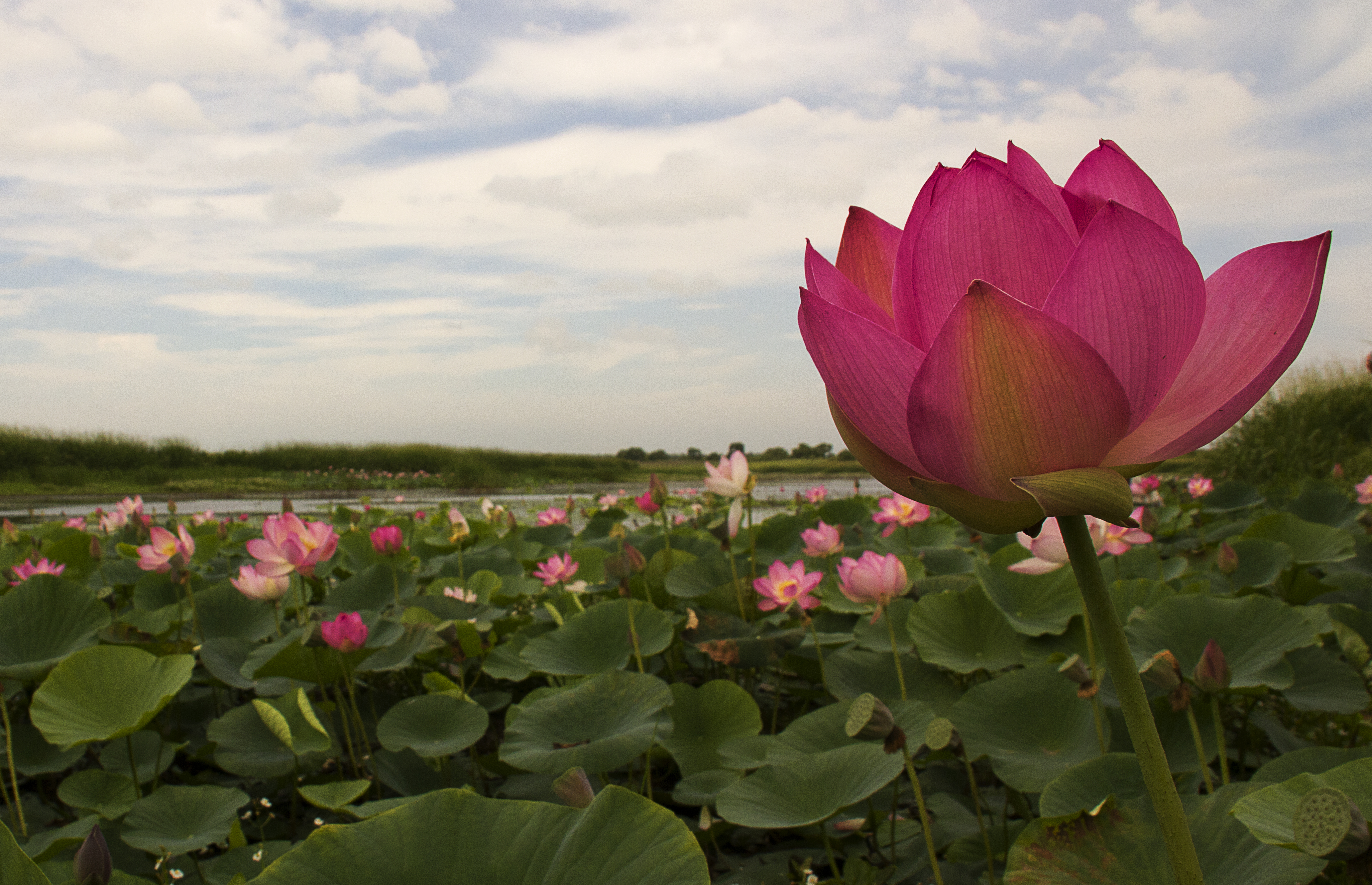
Des lotus sacrés sur l'île Bolchoï Oussouriisk.
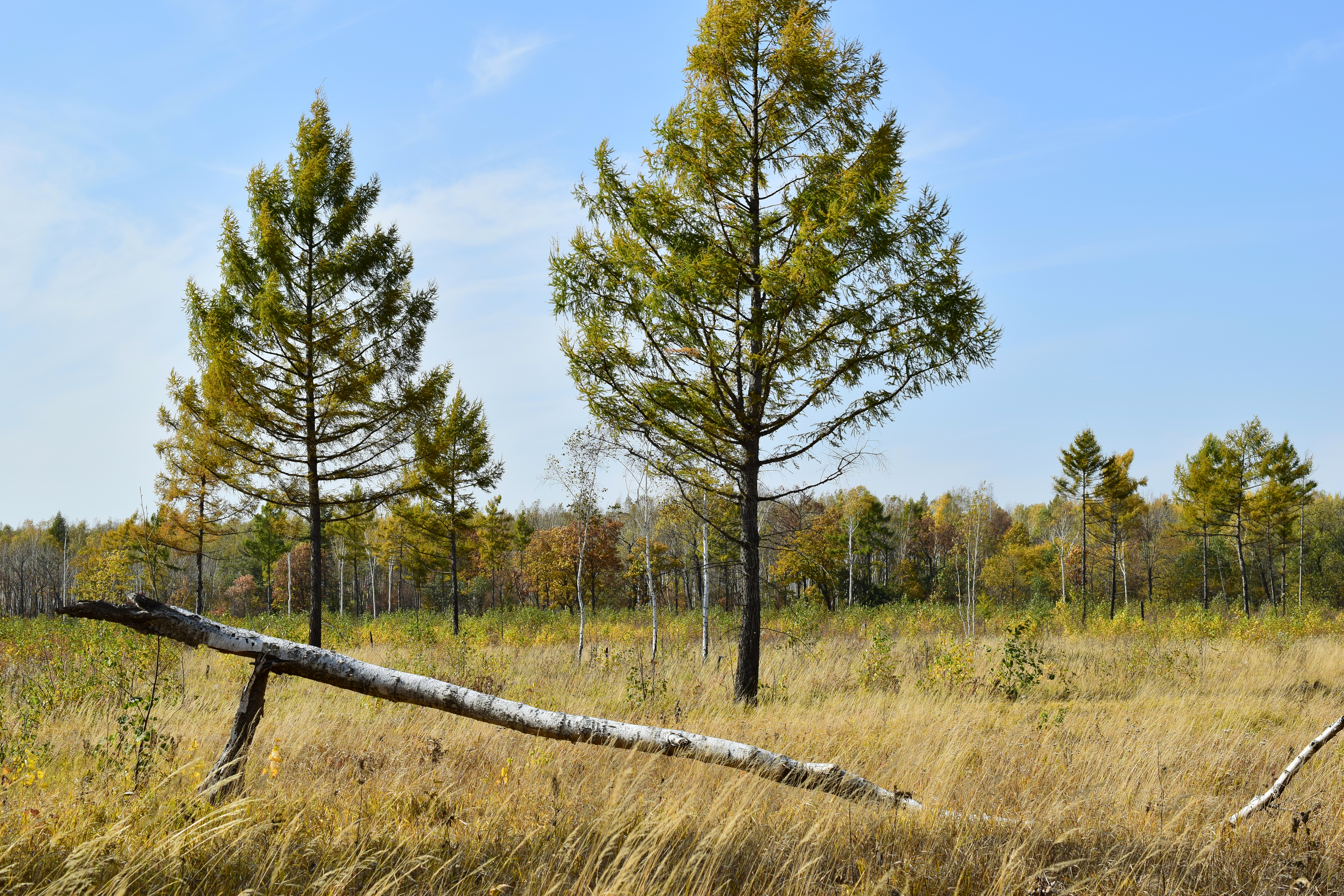
Champ d'amarantes.
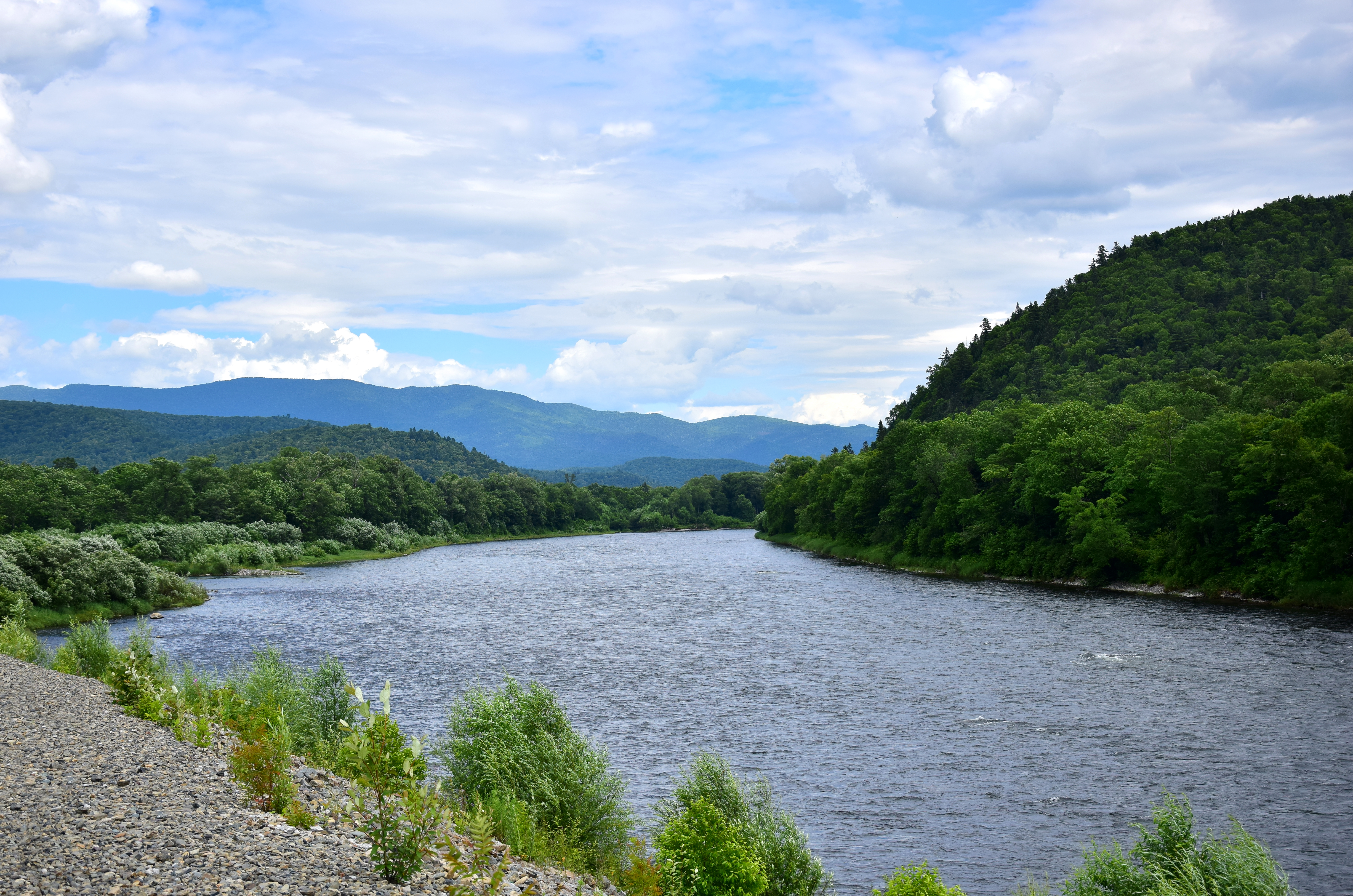
Plaine inondable et forêts mixtes le long de l'Aniouï.
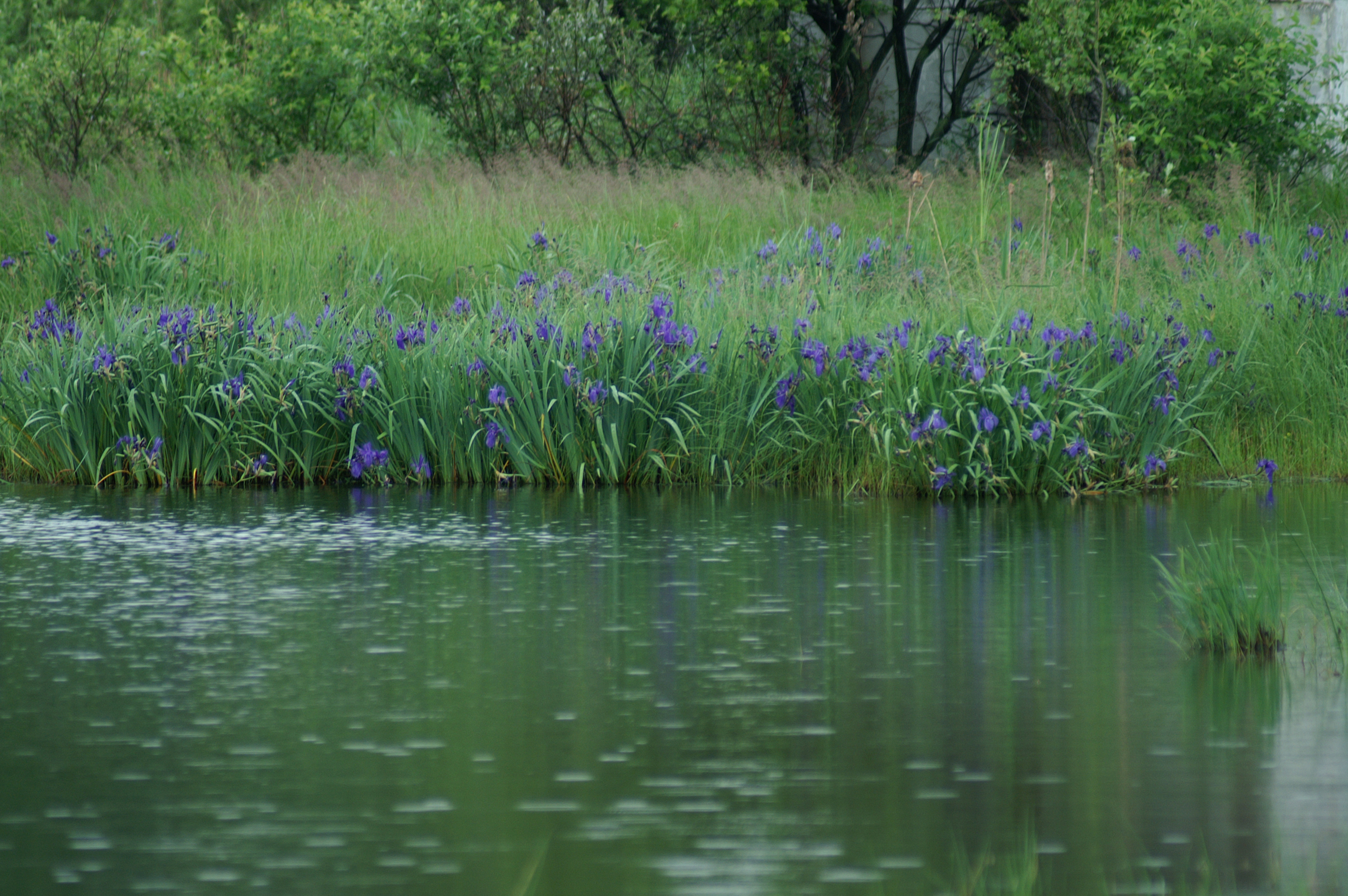
Iris au bord de l'eau.

## Urbanisme

### Répartition des terres
La répartion des terres selon le rapport d'État « Sur l'état et la protection de l'environnement de la fédération de Russie en 2022 » du ministère des ressources naturelles et de l'environnement russe est, selon les catégories du code foncier russe, la suivante:
| Répartition                                  | 2022 (mille ha) | 2022 (%) |
| -------------------------------------------- | --------------- | -------- |
| Terres agricoles                             | 399,3           | 0,5      |
| Terres des localités                         | 421,5           | 0,5      |
| Terres d'industrie et autres fins spéciales  | 272,7           | 0,3      |
| Terres de territoires et des objets protégés | 2318,5          | 2,9      |
| Terres du fonds forestier                    | 73 035,7        | 92,7     |
| Terres du fonds aquatique                    | 959,4           | 1,2      |
| Terres de réserve                            | 13 56,2         | 1,7      |
| Total                                        | 78 763,3        | 100      |

### Voies de communication et transports

#### Voies routières

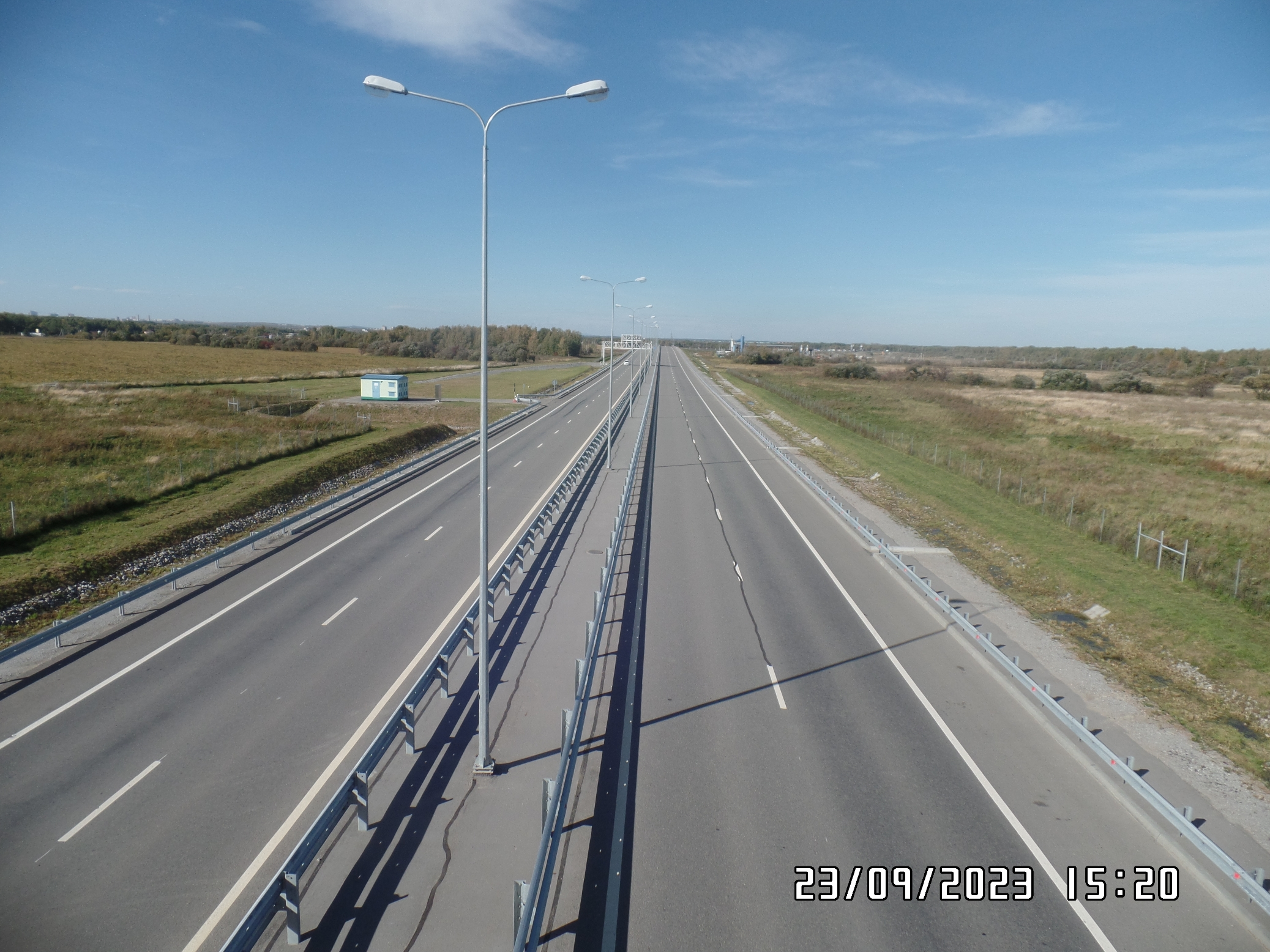
Contournement de Khabarovsk.

Le réseau routier du kraï de Khabarovsk est principalement situé dans le sud du territoire. Le développement des routes dans la région est crucial, de nombreux axes étant vitaux au niveau économique et offrant des possibilités économiques. Au 1er janvier 2015, la longueur totale des routes était de 10 330 km, dont 455 km de routes fédérales, mais aussi 5 954 km de routes locales et 3 919 km de routes régionales. Dans ces routes régionales, 1 568 km d'entre elles étaient à revêtement amélioré, tandis que 2 531 km avaient un revêtement soit en gravier, soit en pierre concassée, soit terre battue. En outre, la longueur totale des routes d'hiver était de 278 km.
Quatre routes fédérales desservent le kraï : la R297 ; l'A370 ; l'A375 et l'A376. La route fédérale R297 « Amour », qui fait partie de la route transsibérienne jusqu'à Moscou, commence à Tchita, et termine à Khabarovsk. La route fédérale A370 « Oussouri » commence elle à Khabarovsk, et elle est le dernier maillon de la route transsibérienne, allant vers le sud en direction de Vladivostok. Elle fait partie des routes asiatiques 6 et 30, et dessert les villes de Viazemski et Bikine dans le kraï.

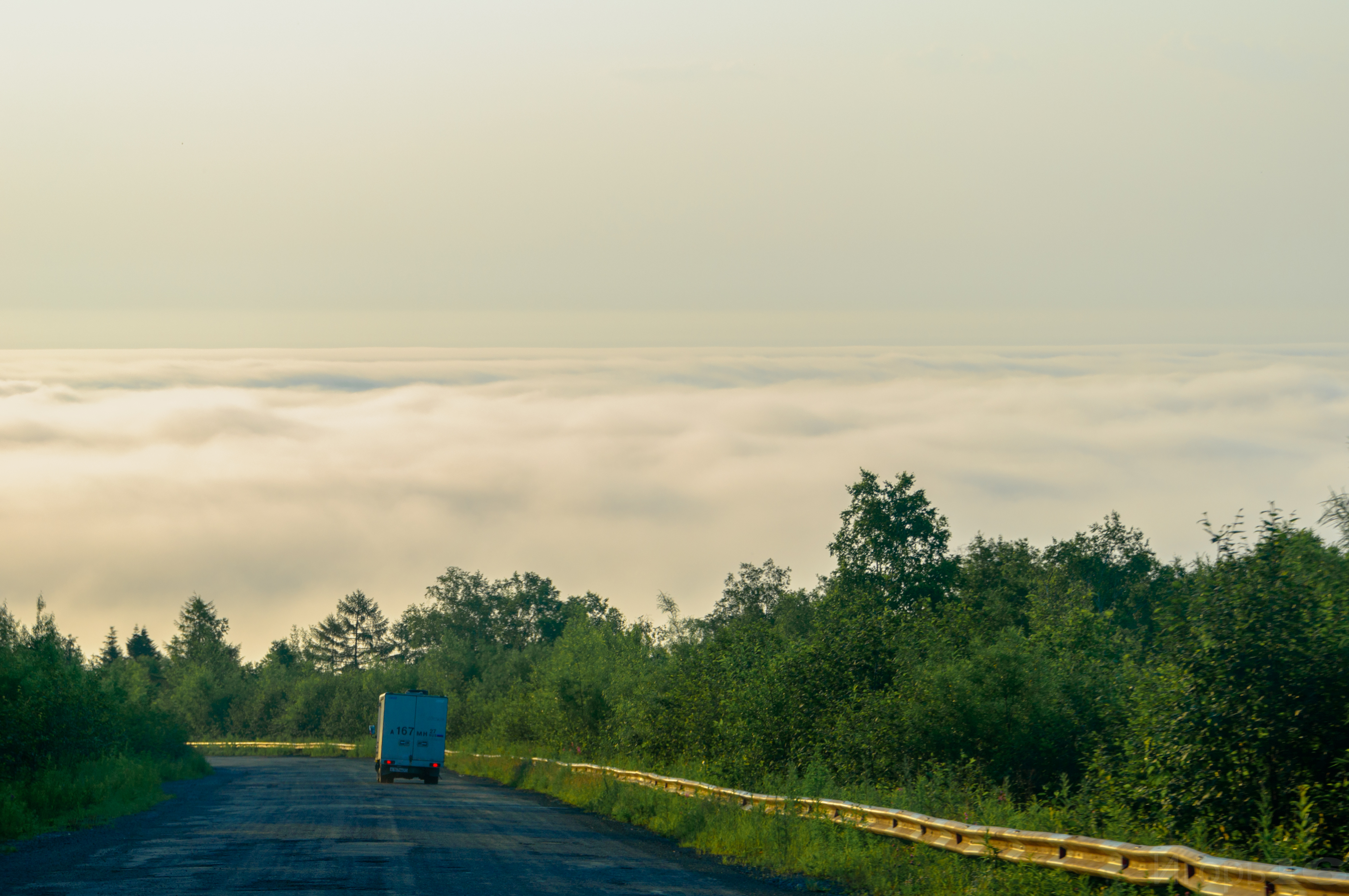
Route fédérale A376 franchissant le Sikhote-Aline.

Ensuite, il y a la route fédérale A375 « Vostok », qui est une route non terminée, doit relier à terme Khabarovsk à Nakhodka, mais qui s'arrête pour l'instant à la frontière avec le Primorié. La construction avait débuté sous l'URSS, mais à la suite de l'effondrement de celle-ci, les travaux se sont arrêtés. Enfin, la route fédérale A376, qui a le statut fédéral depuis le 1er janvier 2020, relie l'A375 près de Khabarovsk à Vanino (et Sovetskaïa Gavan) et à Komsomolsk-sur-l'Amour, la route se divisant en deux branches après le village de Lidoga. Sinon, en 2022, la construction d'un contournement autoroutier payant de la ville de Khabarovsk a été achevée, permettant de relier les routes fédérales arrivant à Khabarovsk entre elles. Cette route devint la première autoroute, la première route à péage, et le premier périphérique d'Extrême-Orient,,.
La région est dans la moyenne basse des sujets avec le plus d'accidents en Russie. D'après les chiffres du ministère russe de l'Intérieur pour la période janvier-juin 2023, elle était la 55e région en termes d'accidents sur 85. Le kraï affichait sur cette période 113,0 accidents de la route avec victimes pour 100 000 véhicules, soit une baisse de −0,9 % par rapport à janvier-juin 2022. En 2020, il y a eu 1 536 accidents, au cours desquels 143 personnes sont mortes et 1 988 ont été blessées. la grande majorité des accidents, 1 394, avaient lieu dans les villes et villages, soit 81,1 % du total. Les routes fédérales ont eu cette année-là 157 accidents, et les routes régionales et locales étaient le théâtre de 154 accidents. La majorité des accidents sont causés par des violations du code de la route par les conducteurs de véhicules, avec 89,4 % du total.

#### Transport ferroviaire et maritime

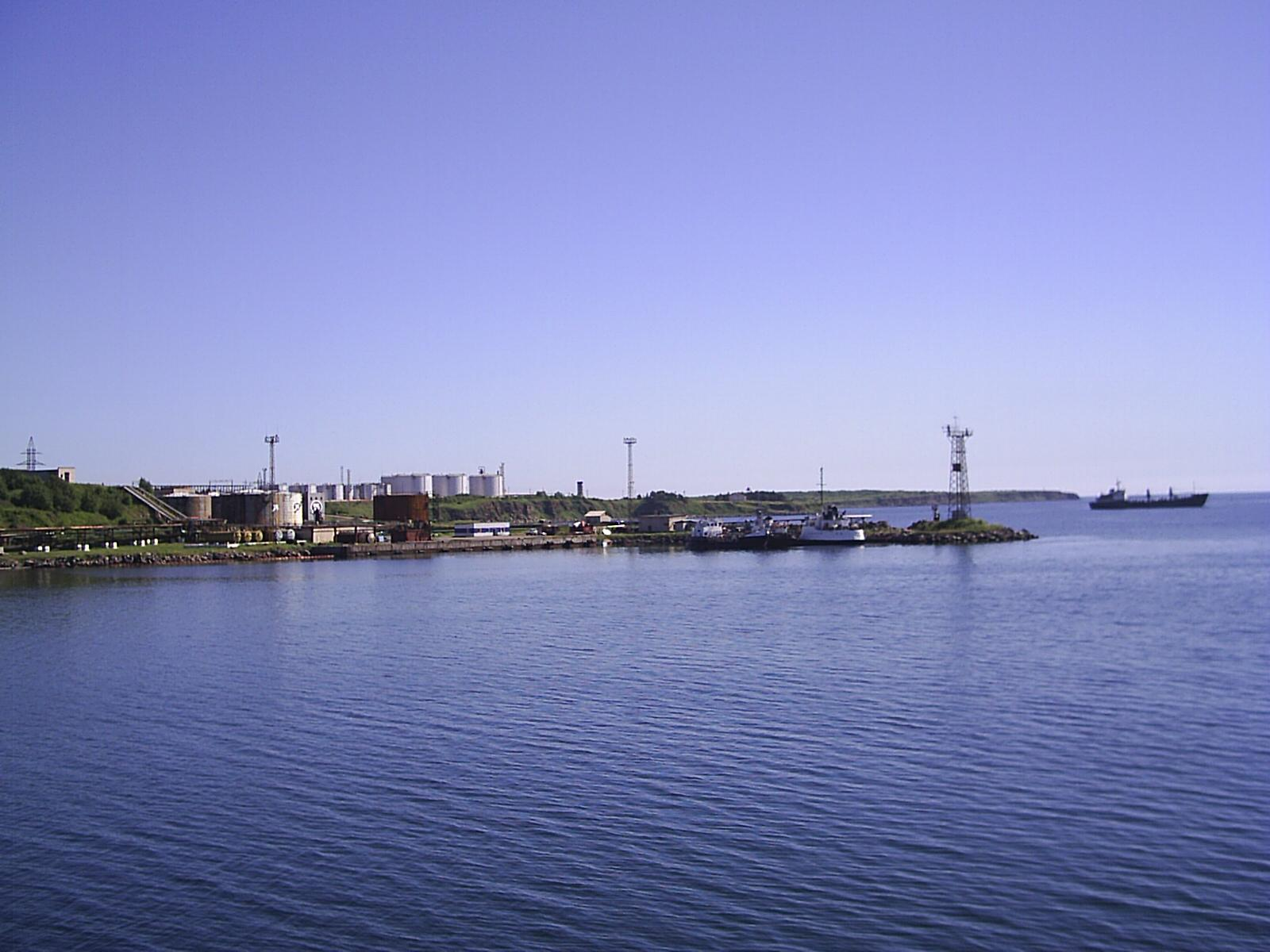
Port de Vanino.

La longueur du réseau ferroviaire est de 2 100 km. Il est basé sur des tronçons des lignes principales Transsibérien et de la magsitrale Baïkal-Amour. Entre le réseau ferroviaire continental et celui de l'île de Sakhaline, les chemins de fer russes exploitent un service de ferry bimodal de Vanino à Kholmsk.
Le transport maritime est développé, avec des ports à Vanino, Nikolaeïvsk-sur-l'Amour, Okhotsk, et à De-Kastri. Le port de Vanino est l'un des 10 grands ports de Russie.

#### Transport aérien
En 2015, le kraï de Khabarovsk comptait 16 aéroports et aérodromes sur son territoire, dont l'aéroport de Khabarovsk et l'aéroport d'Okhotsk. L'aéroport de Khabarovsk est le grand aéroport international d'Extrême-Orient russe, et accepte les avions de tous types. Il a une importance crurciale en tant que point d'intersection de deux corridors aériens transcontinentaux eliant l'Amérique du Nord aux pays de la région Asie-Pacifique, ainsi que le Japon à l'Europe. De plus, les compagnies aériennes nationales relient les villes de Khabarovsk, Komsomolsk-sur-l'Amour, Nikolaïevsk-sur-Amour à de nombreuses localités de la province.

#### Transports en commun
En 2015, le kraï de Khabarovsk comptait 250 lignes de bus, dont 115 lignes de bus urbaines, 90 lignes de banlieue et 45 lignes interurbaines.

## Histoire

### Population ancienne

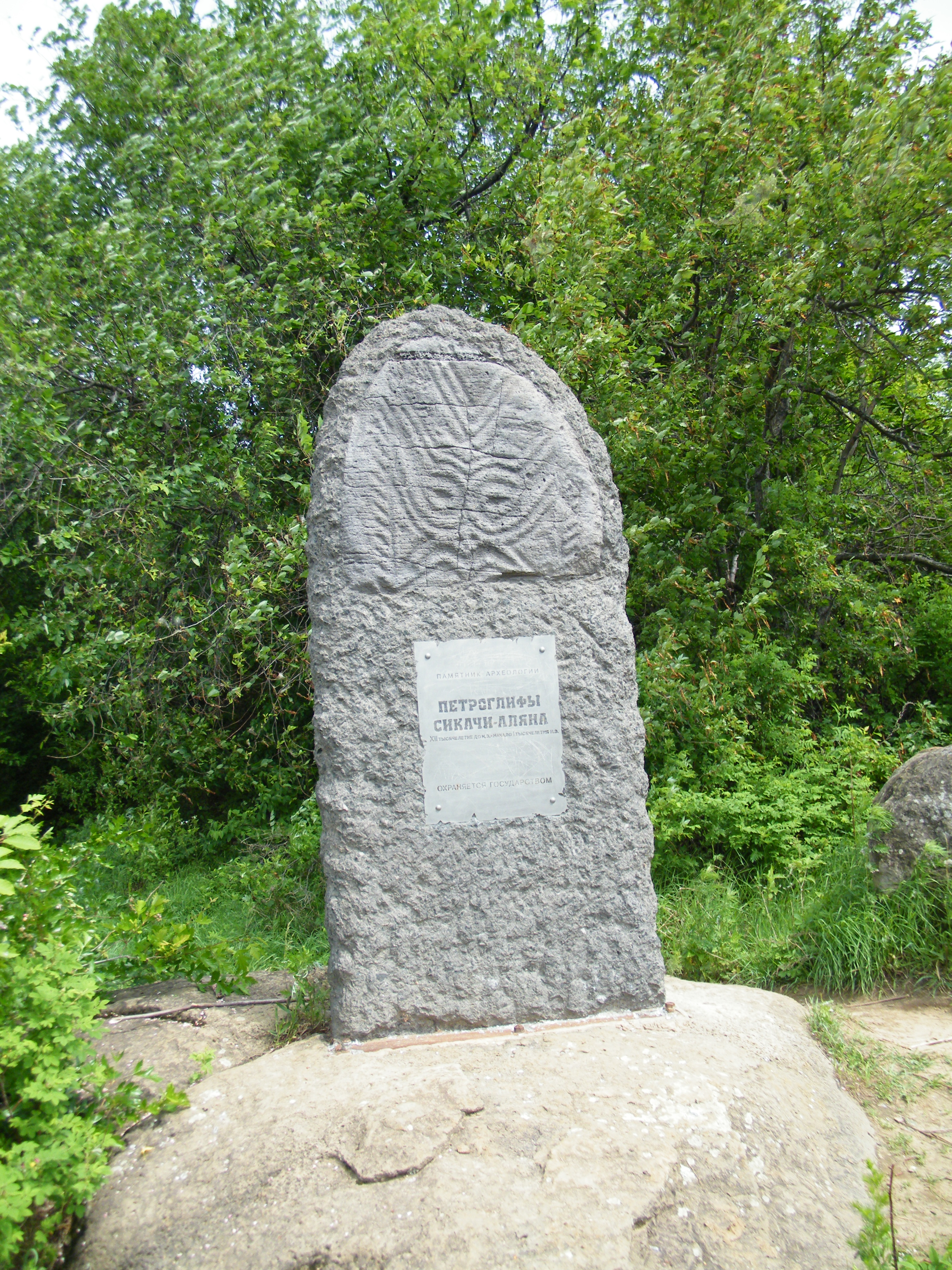
Un pétroglyphe de Sikatchi-Alian au bord de l'Amour. Les pétroglyphes sont candidats au patrimoine mondial de l'Unesco.

L'être humain a peuplé le territoire du kraï de Khabarovsk à l'époque mésolithique. Sur la rive sud du lac Oudyl se trouve un site du Néolithique ancien de la culture Gromatukha (Goly Mys-4), datant d'il y a 12 300 à 13 000 ans, vers le Dryas récent et la transition vers Allerød. Dans les années 1970, dans une colonie d'Extrême-Orient située sur la falaise de Gassia, au confluent du fleuve Amour et du canal Malychevskaïa, non loin de Sikatchi-Alian, l'académicien Alekseï Okladnikov et le docteur en sciences historiques Vitaly Medvedev ont identifié la plus ancienne culture néolithique d'Ossipovka chasseurs nomades du Bas Amour (date par le carbone 14 d'il y a 12960 ± 120 ans), avec de très nombreux pétroglyphes. Les pétroglyphes, qui ont été très bien conservés, sont candidats au patrimoine mondial de l'Unesco. La culture d'Ossipovka tire son nom du village d'Osipovka, qui était autrefois situé près du pont ferroviaire sur l'Amour près de Khabarovsk. Les céramiques les plus anciennes de Russie appartiennent à la culture d'Ossipovka. Selon les résultats de la datation au carbone 14, ses monuments existaient entre 13 300 et 7 700 ans AP. Il existe également des sites néolithiques contenant des poteries et des dates anciennes dans le nord du Japon et en Corée. Dans les colonies de la culture d'Ossipovka du 11e millénaire AEC des bijoux en siltstone, une bague et un disque de jade ont été découverts.
Au cours de la période néolithique, de nombreuses tribus menaient déjà une vie sédentaire, facilitée par des conditions climatiques et naturelles favorables.
Depuis l'Antiquité, les tribus paléo-asiatiques et toungouses vivaient sur le territoire du bassin de l'Amour du kraï de Khabarovsk.
Au Moyen Âge, le territoire de l'actuel kraï de Khabarovsk était habité principalement par les peuples du groupe linguistique Toungouse-Mandchou, ainsi que par les Nivkhes. En Chine, ils étaient connus collectivement sous le nom de « Jürchens sauvages ».
Aux XIIIe et XIVe siècles, les dirigeants mongols de Chine organisèrent à plusieurs reprises des expéditions vers le bas Amour, où, près du village actuel de Tyr, dans le cours inférieur de l'Amour (à environ 100 km au-dessus de l'embouchure), ils fondèrent leur « quartier général du maréchal du Campagnes d'Orient » en 1263 et érigea à peu près à la même époque un temple bouddhiste. Au XVe siècle, près du même village de Tyr, plusieurs expéditions de la dynastie Ming sous la direction de l'eunuque Ishikha érigent le temple bouddhiste de Yongning et installent des stèles (les stèles dites de Tyr, aujourd'hui conservées dans un musée à Vladivostok). Cependant, la subordination des tribus locales aux autorités chinoises était plutôt nominale. Après le départ des Chinois et l'incendie du temple, celui-ci n'a pas été restauré par les habitants locaux.

### Pionniers russes
Avant l'arrivée des Russes, les tribus des Daurs, Evenks, Natks, Giliaks et autres vivaient ici, soit environ 30 000 personnes au total. L'exploration de l'Extrême-Orient par les explorateurs de l'État russe a commencé au XVIIe siècle avec la conquête de la Sibérie. En 1636, Dmitri Iepifanovitch Kopylov part de Iakoutsk et atteint en mai 1638 la mer d'Okhotsk. En 1641, un ostrog fut fondé sur la rivière Oulia par les russes. Ensuite, Kopylov envoya ensuite Ivan Moskvitine pour explorer d'autres terres, et ce dernier avec son détachement de 30 personnes, aidé par les Evenks et Évènes comme guide, fonda une forteresse sur une rive de la mer d'Okhotsk, Okhotsk, en 1647. Ces deux ostrogs furent les premières colonies russes dans le kraï de Khabarovsk. Il apprend ensuite l'existence par les Nivkhes d'un puissant fleuve au sud ; l'Amour, mais à cause de l'hostilité des peuples de la région, il décida de ne pas tenter une exploration.
En 1649, l'explorateur russe Ierofeï Pavlovitch Khabarov avec un détachement de 70 personnes partit de Iakoutsk pour explorer de nouvelles terres. Après avoir remonté la rivière Léna, Khabarov a rédigé un « Dessin du fleuve Amour » et un rapport à Moscou, dans lequel il écrit : « … La terre daurienne sera plus rentable que la Léna … et contre toute la Sibérie. il y aura là une place décorée et abondante... »,.
La région de l'Amour a été rapidement développée par les colons russes. De nouveaux forts furent fondés : Albazino (1651), Atchanski (1652), Koumarsko (1654), Kossogorsko (1655) et autres, ainsi que des villages paysans : Soldatovo, Ignachkino, Pokrovskoïe, Monastyrchtchina, Andriouchkino et autres. Au début des années 1680, jusqu'à 800 âmes masculines vivaient dans le bassin de l'Amour. Plus de mille acres de terres arables ont été labourées. Il y a eu de bonnes récoltes.
L'ensemble de l'Amour jusqu'au détroit de Tatarie et le territoire à l'est de l'Argoun jusqu'au Grand Khingan sont devenus une partie de l'État russe. Le district de Nertchinsk et la voïvodie d'Albazino ont été formés, qui sont devenus des centres d'activité russe sur l'Amour.
Entre 1652 et 1689 ont lieu les conflits frontaliers sino-russes à cause de nombreuses incursions russes dans une région revendiquée par la dynastie Qing. Les Russes imposent en effet le iassak aux tribus locales, ce qui provoque la colère des Chinois. Ce sont les Chinois qui gagnèrent, et le traité de Nertchinsk signé le 27 août 1689 (6 septembre dans le calendrier grégorien) officialise la possession de la région de l'Amour jusqu'aux monts Stanovoï au nord par les chinois,,. Le tsarat russe n'a réussi à défendre que le droit à la Transbaïkalie et à la côte de la mer d'Okhotsk.
Au XVIIIe siècle, Okhotsk devient le principal port du pays sur le Pacifique. Le développement des rives nord de l'océan Pacifique, l'exploration des îles Kouriles et de Sakhaline ont jeté les bases du développement russe de la région de l'Amour.

### Colonisation de la région de l'Amour auXIXesiècle
Des mesures énergiques pour restituer la région de l'Amour (Mandchourie-Extérieure) à la Russie ont été prises par Nikolaï Mouraviov-Amourski, nommé gouverneur général de la Sibérie orientale en 1847. Il déclara les mots suivants : « Celui qui possède les bouches de l'Amour possédera la Sibérie. » Avec le large soutien de Mouraviov, la question complexe de la navigabilité de l'embouchure et de l'estuaire de l'Amour et de la position insulaire de Sakhaline a été résolue. Guennadi Nevelskoï a joué un rôle exceptionnel dans la résolution de ce problème géographique. En 1850, il hisse le drapeau russe à l'embouchure de l'Amour et fonde le poste militaire de Nikolaïev (aujourd'hui la ville de Nikolaïeïvsk-sur-l'Amour), qui depuis 1855, est devenue la principale base navale du pays sur l'océan Pacifique,.
En 1854-1856, des navigations de troupes et de cosaques ont été effectués le long du fleuve Amour. Cela a permis d'établir de nouveaux postes, villages, villages : Mariinskoïe, Ouspenskoïe, Bogorodskoïe, Irkoutskoïe et autres. Le nombre de Russes dans la région a sensiblement augmenté.
En 1858, le traité d'Aïgoun fut signé et en 1860, la convention de Pékin, selon lequel les territoires de la Mandchourie-Extérieure furent cédés à l'Empire russe.

En 1858, Khabarovsk (le 30 mai 1858 (11 juin dans le calendrier grégorien), Sofiïsk, Innokentievka, Korsakovo, Kazakevitchevo et d'autres postes militaires furent fondées,. De 1858 à 1860, plus de trois mille personnes s'installèrent dans l'Amour. Ils fondèrent les villages de Voronejskoïe, Viatskoïe, Troitskoïe, Permskoïe, Tambovskoïe et d'autres. Parmi les premiers colons se trouvaient de nombreux vieux croyants schismatiques. Déjà au début des années 1830, environ la moitié de la population de la région de l'Amour était composée de vieux croyants.

La région dans les années 1860 par Vladimir Lanine :
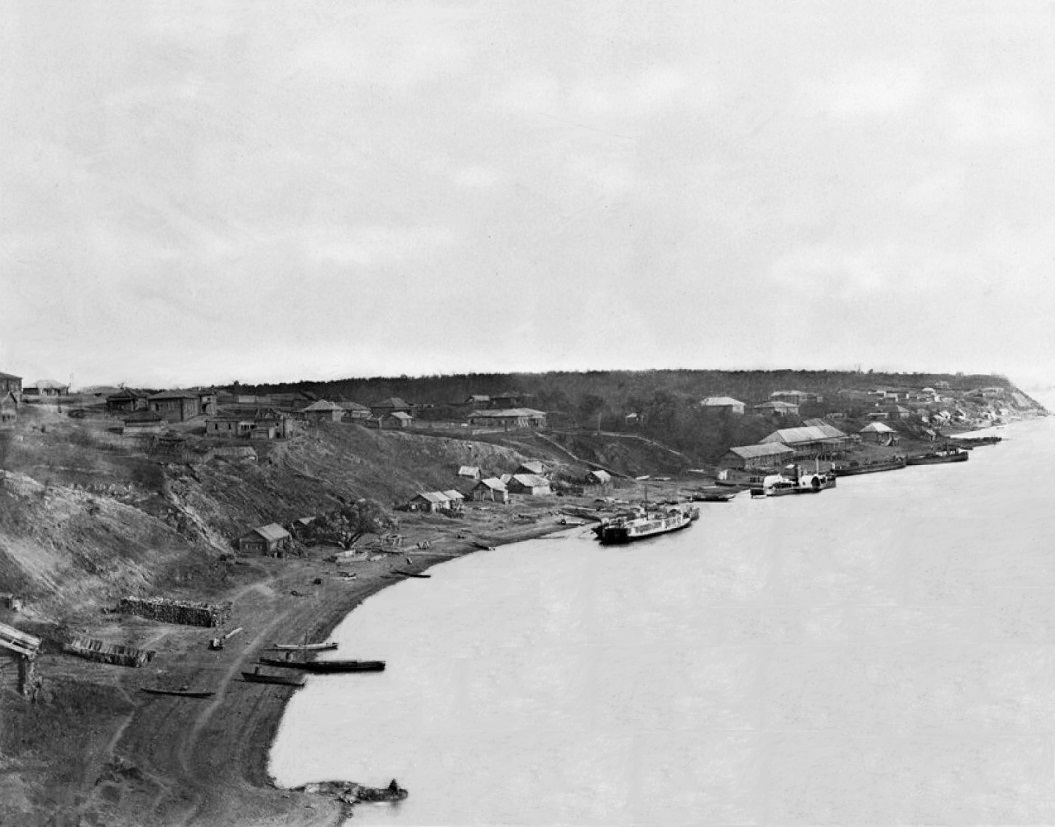
Khabarovsk.
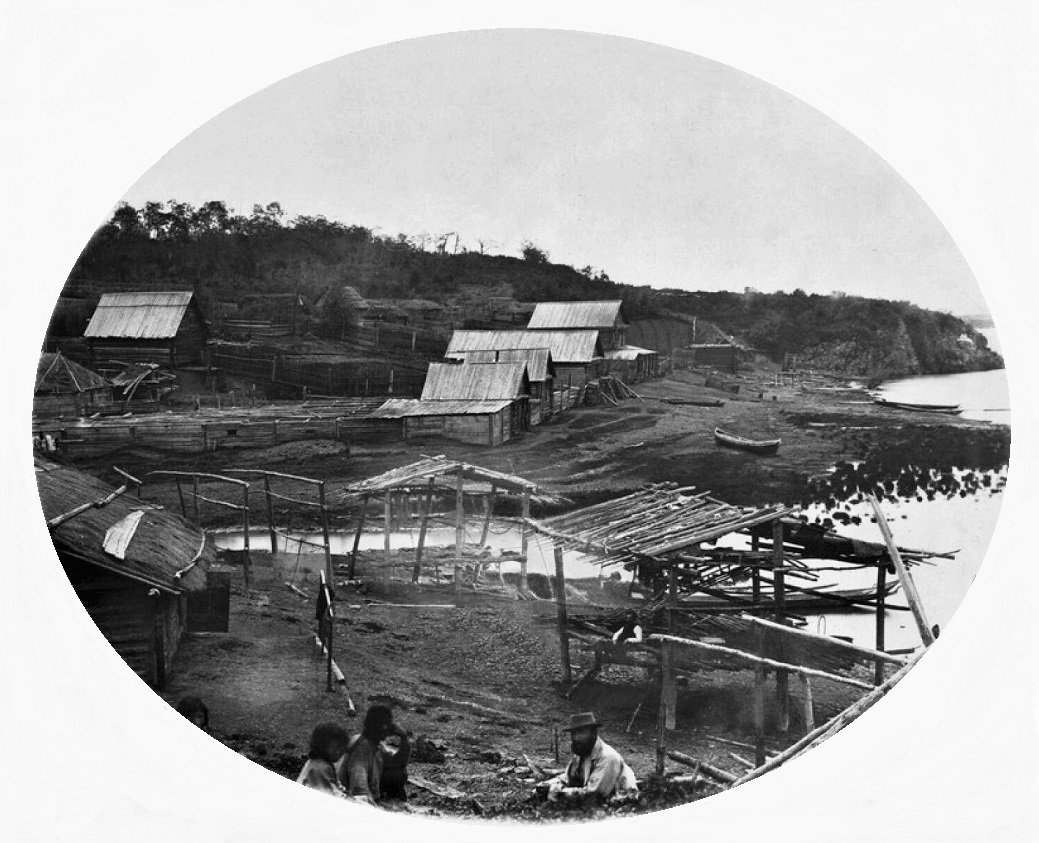
Tyr.
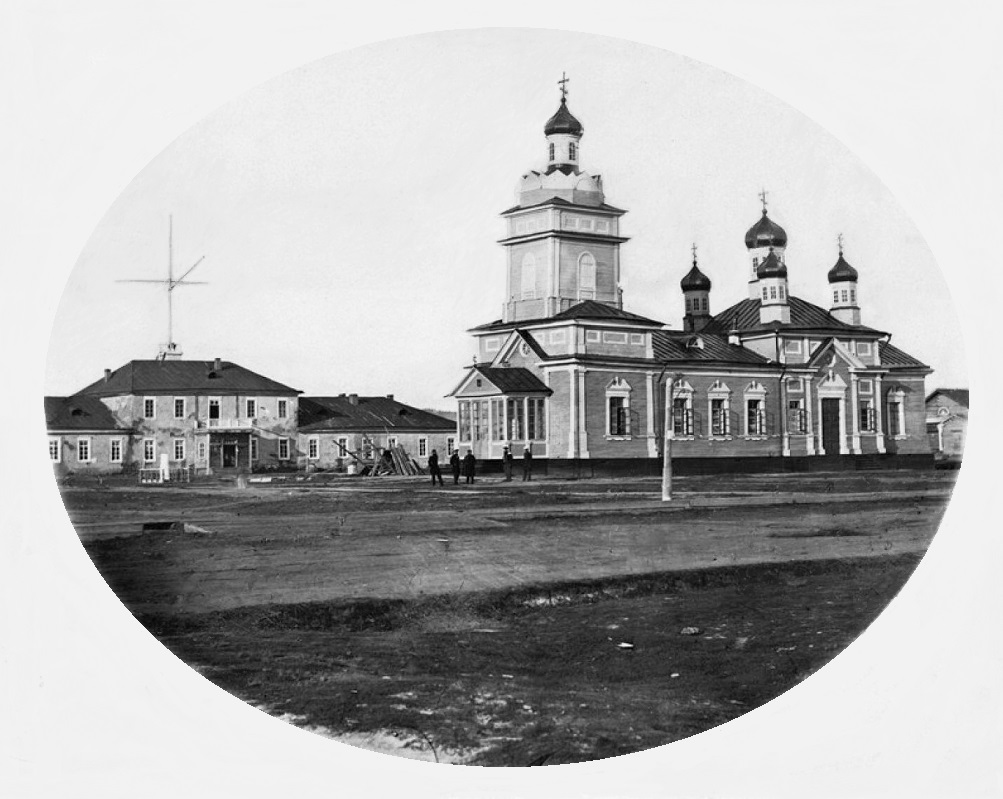
Cathédrale de Nikolaïev.
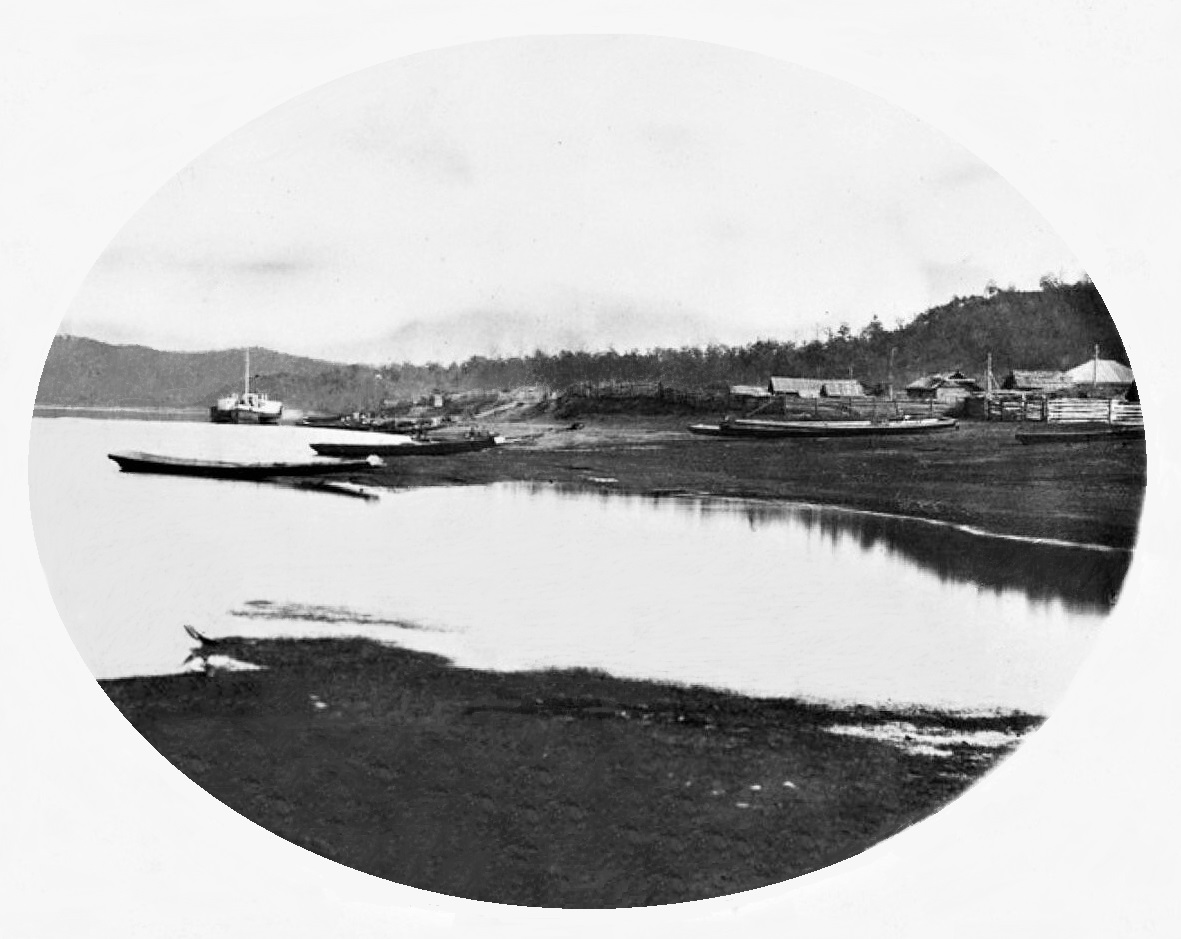
Venioukovo.

En 1856, l'oblast de Primorié est créé. En 1858, il comprenait 6 ouïezds : Okhotsk, Nikolaïevsk, Sofia, Petropavlovsk, Gijiga et Ouda. En 1860, le kraï d'Oussouri a été formé dans le cadre de l'oblast,. En 1884, le gouvernorat général de l'Amour a été créé dans le cadre des oblasts de Transbaïkalie, de l'Amour et de Primorié, avec son centre dans la ville de Khabarovsk. Cette division perdura jusqu'à la fin du XIXe siècle.
Jusqu'à la fin du XIXe siècle, le peuplement de la région de l'Amour s'est déroulé à un rythme lent. La situation a commencé à changer au début du XXe siècle. En 1900, le trafic a été ouvert sur le chemin de fer Trans-Baïkal et en 1902 sur le chemin de fer de l'Est chinois, accélérant l'afflux de colons dans la région.

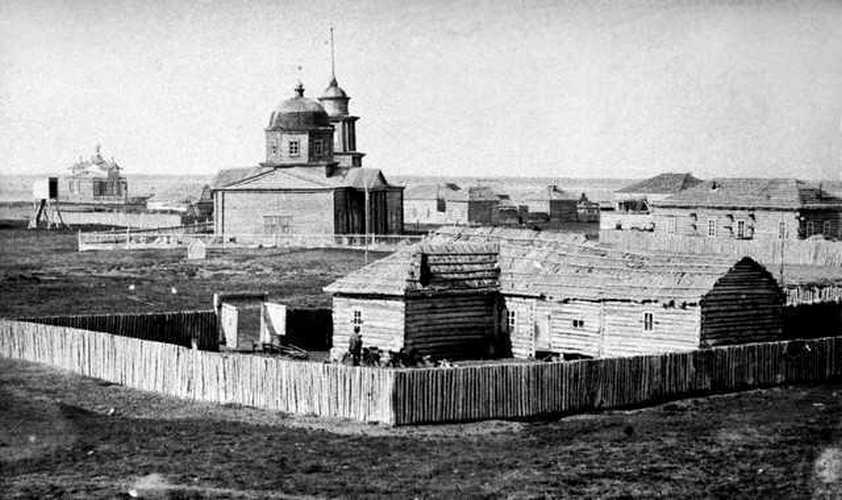
Église à Okhotsk vers 1912.

La guerre avec le Japon en 1904-1905 perturbe les projets de réinstallation. De janvier 1904 à mars 1906, non seulement la région de l'Amour, mais toute la Sibérie orientale furent fermées aux immigrants, de sorte que tous les travaux du Transsibérien furent subordonnés exclusivement aux besoins militaires. En 1906-1907, après la fin de la guerre, un puissant afflux de nouveaux colons commença. De 1900 à 1917, environ 350 000 paysans venus d’autres régions du pays sont arrivés dans la région de l’Amour. Au total, de 1860 à 1917, environ 500 000 personnes sont arrivées en Mandchourie-Extérieure.
Une particularité du peuplement de la région était qu'une partie importante des colons s'est installée dans les villes. Selon le recensement de 1897, dans la partie européenne du pays, les citadins représentaient 12,8 %, dans l'oblast de l'Amour, 27,3 %, dans l'oblast de Primorié, 22,7 %.
En 1915, il y avait plus de six mille colonies sur la carte de l'oblast de Primorié, où 316 300 personnes y vivaient, dont 43 500 personnes dans l'ouïezd de Khabarovsk. Sur le territoire appartenant au kraï moderne de Khabarovsk, il y avait trois villes : Khabarovsk, Nikolaïevsk-sur-Amour et Okhotsk.

### Révolution
Les événements de 1917 ont provoqué une évaluation ambiguë des différentes couches d'Extrême-Orient. Les actions décisives des bolcheviks ont suscité l’approbation des uns et le rejet des autres. La division de la société entre « rouges » et « blancs » n’a pas dépassé le seuil. La guerre civile, aggravée par l'intervention en Sibérie des Alliés de la Première Guerre mondiale, a entraîné d'énormes pertes et un grave désastre économique.
Pour empêcher un affrontement militaire entre la Russie soviétique et le Japon et résoudre le problème de l'élimination pacifique de l'intervention sur le kraï de Transbaïkalie, sur les oblasts de l'Amour et de Primorié, la république d'Extrême-Orient (FER) a été créée le 6 avril 1920. En 1921, le Japon, n'ayant pas réussi à soumettre diplomatiquement la république d'Extrême-Orient à son influence, prit des mesures pour intensifier les opérations militaires des troupes blanches. Les actions de l'Armée populaire révolutionnaire de la république d'Extrême-Orient, soutenue par des détachements de partisans rouges, ont conduit à la victoire dans l'opération Volochaïev et à la prise par les bolcheviks de Khabarovsk, à la prise de Spassk et à l'entrée dans Vladivostok. Le 15 novembre 1922, la république d'Extrême-Orient est transformée en oblast d'Extrême-Orient de la RSFSR. En décembre 1923, son centre administratif fut transféré de Tchita à Khabarovsk. La restauration du niveau d'avant-guerre de l'économie nationale fut achevée en 1926. Et le 4 janvier 1926, la région d'Extrême-Orient fut abolie et transformée en kraï d'Extrême-Orient,.

### Période soviétique

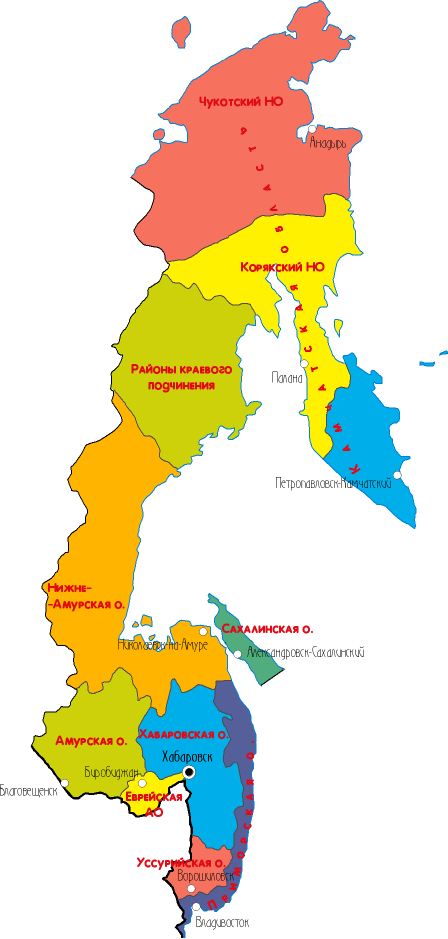
Kraï d'Extrême-Orient en 1938.

Une nouvelle aggravation de la situation internationale aux frontières extrême-orientales du pays a nécessité le renforcement des capacités de défense de la région. En conséquence, des processus de réorganisation de l’industrie, des transports et de l’agriculture se sont déroulés. De nouveaux établissements d'enseignement ont ouvert leurs portes. Des villes comme Komsomolsk-sur-l'Amour et Birobidjan ont été construites, respectivement en 1932 et 1928 (Birobidjan a été fondée en 1915, mais est choisi comme future ville en 1928). Des usines et des entrepruses sont créées, le réseau de transport se développe. Depuis 1933, les émissions de radio de Moscou ont commencé à être reçues à Khabarovsk et en 1936, la construction de la ligne téléphonique Moscou-Extrême-Orient a été achevée. Les délocalisations vers la région depuis les régions centrales du pays se sont poursuivies.
Le 20 octobre 1938, par décret du Præsidium du Soviet suprême de l'URSS, le kraï d'Extrême-Orient fut divisé en kraï de Khabarovsk et kraï du Primorié. Le kraï de Khabarovsk comprenait les oblats de Khabarovsk, de l'Amour, du Bas-Amour, de Sakhaline, du Kamtchatka (avec les districts nationaux de Koriakie et de Tchoutotka), du district autonome juif et de trois régions du nord directement subordonnées au comité exécutif régional. Le 31 mai 1939, le Soviet suprême de l'URSS approuva la création du kraï de Khabarovsk.
Toujours en 1939, l'oblast de Khabarovsk au sein du kraï fut liquidé et au nord du kraï fut formé l'okroug de la koluma, qui fut liquidé la même année. En 1947-1948, les oblast de Sakhaline et de l'Amour furent séparées du kraï de Khabarovsk.
Le 15 septembre 1948, le præsidium du Soviet suprême de la RSFSR décida de « transférer la ville de Sovetskaïa Gavan ainsi que la zone suburbaine du kraï du Primorié au kraï de Khabarovsk ». En 1953, l'oblast de Magadan a été créé et est séparée du kraï, tandis que le district national de Tchoukotka a été transféré à l'oblast du Kamtchatka. En 1956, l'oblast du Kamtchatka devient indépendante (avec le district national de Koriakie) et la région du Bas Amour fut abolie et ses districts sont directement subordonnés au kraï de Khabarovsk.

### La Russie moderne

Îles Bolchoï Oussouriisk et Tarabarov.

En 1991, par décret du Présidium du Soviet suprême de l'URSS, l'oblast autonome juif a été séparé du kraï de Khabarovsk et est devenue un sujet à part entière de la fédération de Russie. Depuis, c'est le seul oblast autonome de Russie encore existant.
Le 14 octobre 2004, l'accord complémentaire entre la république populaire de Chine et la fédération de Russie sur la partie orientale de la frontière sino-russe a été signé, dans lequel la Russie a accepté de renoncer au contrôle de l'île de Yinlong/Tarabarov et de la moitié environ de l'île Bolchoï Oussouriisk,. En retour, la Chine a accepté de retirer toutes ses revendications territoriales sur le reste de l'île Bolchoï Oussouriisk détenu par la Russie et a reçu le droit de naviguer sur les navires le long du chenal principal de l'Amour. Les deux pays ont réglé par cette transaction le dernier contentieux terrestre sur leur frontière commune.
En décembre 2018, le centre de la région, la ville de Khabarovsk, a perdu son statut de centre du district fédéral d'Extrême-Orient. Au lieu de cela, ce statut a été pris par le centre du kraï du Primorié, Vladivostok.

## Population et société

### Démographie
La population du kraï de Khabarovsk selon Rosstat est de en 2023, soit une densité de population de seulement 1,63 habitants/km2. En 2022, la population urbaine du kraï était de 84,01 %,. En général, le kraï de Khabarovsk est l'un des sujets les moins peuplées de Russie, ce qui est dû, d'une part, au déclin économique général de l'ère post-soviétique, et d'autre part, à la sévérité du climat local, comparable à celui des régions du Grand Nord.
La densité moyenne de population dans la région est de 1,63 habitants/km2 ; et dans les régions du nord et du centre du kraï, elle ne dépasse pas 0,1 à 0,2 habitants/km2, ce qui correspond aux indicateurs de l'extrême nord. Au nord de Komsomolsk, il n'y a pratiquement pas de grandes agglomérations. Seules les zones développées plus au sud sont plus densément peuplées, de 1 à 6 habitants/km2. La population de la région diminue constamment en raison d'un accroissement naturel négatif.

Population totale selon les recensements russes,:
| 2002      | 2010      | 2016      | - | - |
| --------- | --------- | --------- | - | - |
| 1 427 050 | 1 400 425 | 1 334 552 | - | - |

### Fécondité
| Année | Fécondité | Fécondité urbaine | Fécondité rurale |
| ----- | --------- | ----------------- | ---------------- |
| 1990  | 1,99      | 1,88              | 2,63             |
| 1991  | 1,76      | 1,64              | 2,52             |
| 1992  | 1,48      | 1,35              | 2,19             |
| 1993  | 1,32      | 1,23              | 1,83             |
| 1994  | 1,36      | 1,26              | 1,88             |
| 1995  | 1,27      | 1,18              | 1,72             |
| 1996  | 1,16      | 1,06              | 1,64             |
| 1997  | 1,12      | 1,04              | 1,47             |
| 1998  | 1,17      | 1,09              | 1,53             |
| 1999  | 1,05      | 0,99              | 1,34             |
| 2000  | 1,08      | 1,02              | 1,40             |
| 2001  | 1,18      | 1,11              | 1,54             |
| 2002  | 1,24      | 1,16              | 1,63             |
| 2003  | 1,32      | 1,23              | 1,75             |
| 2004  | 1,38      | 1,30              | 1,77             |
| 2005  | 1,34      | 1,26              | 1,68             |
| 2006  | 1,36      | 1,28              | 1,72             |
| 2007  | 1,44      | 1,34              | 1,89             |
| 2008  | 1,51      | 1,41              | 2,00             |
| 2009  | 1,56      | 1,46              | 2,11             |
| 2010  | 1,56      | 1,45              | 2,21             |
| 2011  | 1,57      | 1,47              | 2,16             |
| 2012  | 1,70      | 1,59              | 2,39             |
| 2013  | 1,74      | 1,61              | 2,63             |
| 2014  | 1,79      | 1,65              | 2,72             |
| 2015  | 1,85      | 1,74              | 2,64             |
| 2016  | 1,78      | 1,66              | 2,58             |
| 2017  | 1,64      | 1,53              | 2,36             |
| 2018  | 1,60      | 1,50              | 2,19             |
| 2019  | 1,59      | 1,46              | 2,38             |

### Composition ethnique
Sa composition se répartit entre Russes, Ukrainiens, Biélorusses, Tatars et plusieurs minorités ethniques.
| Nationalité | Pourcentage en 2002 (*) |
| ----------- | ----------------------- |
| Russes      | 89,82                   |
| Ukrainiens  | 3,38                    |
| Hezhens     | 0,77                    |
| Tatars      | 0,76                    |
| Coréens     | 0,66                    |
| Biélorusses | 0,62                    |
| Evenks      | 0,32                    |
| Azéris      | 0,31                    |
| Chinois     | 0,27                    |

### Religion
Le nombre d'organisations religieuses dans le kraï de Khabarovsk :
- Église orthodoxe russe, 48
- Chrétiens de foi évangélique, 32
- Baptistes chrétiens évangéliques – 17
- Presbytériens, 12
- Adventistes du septième jour, 11
- Chrétiens évangéliques, 9
- Témoins de Jéhovah, 7
- Islam, 6
- Judaïsme, 3
- Luthériens, 3
- Méthodistes, 3
- Église catholique romaine, 3
- Baha'is, 1
- Bouddhisme, 1
- Lièvre Krishna, 1
- Mormons, 1
- Église néo-apostolique, 1
- Vieux croyants, 1

### Éducation
Il existait en 2015 dans le kraï de Khabarovsk plus de 12 établissements d'enseignement supérieur et 11 succursales.

### Médias
Dans le kraï de Khabarovsk, plus de 200 publications imprimées sont publiées (dont 18 appartiennent à la région), 30 portails Internet d'information, 6 chaînes de télévision et 15 stations de radio fonctionnent.

## Politique et administration

### Politique

#### Tendances politiques

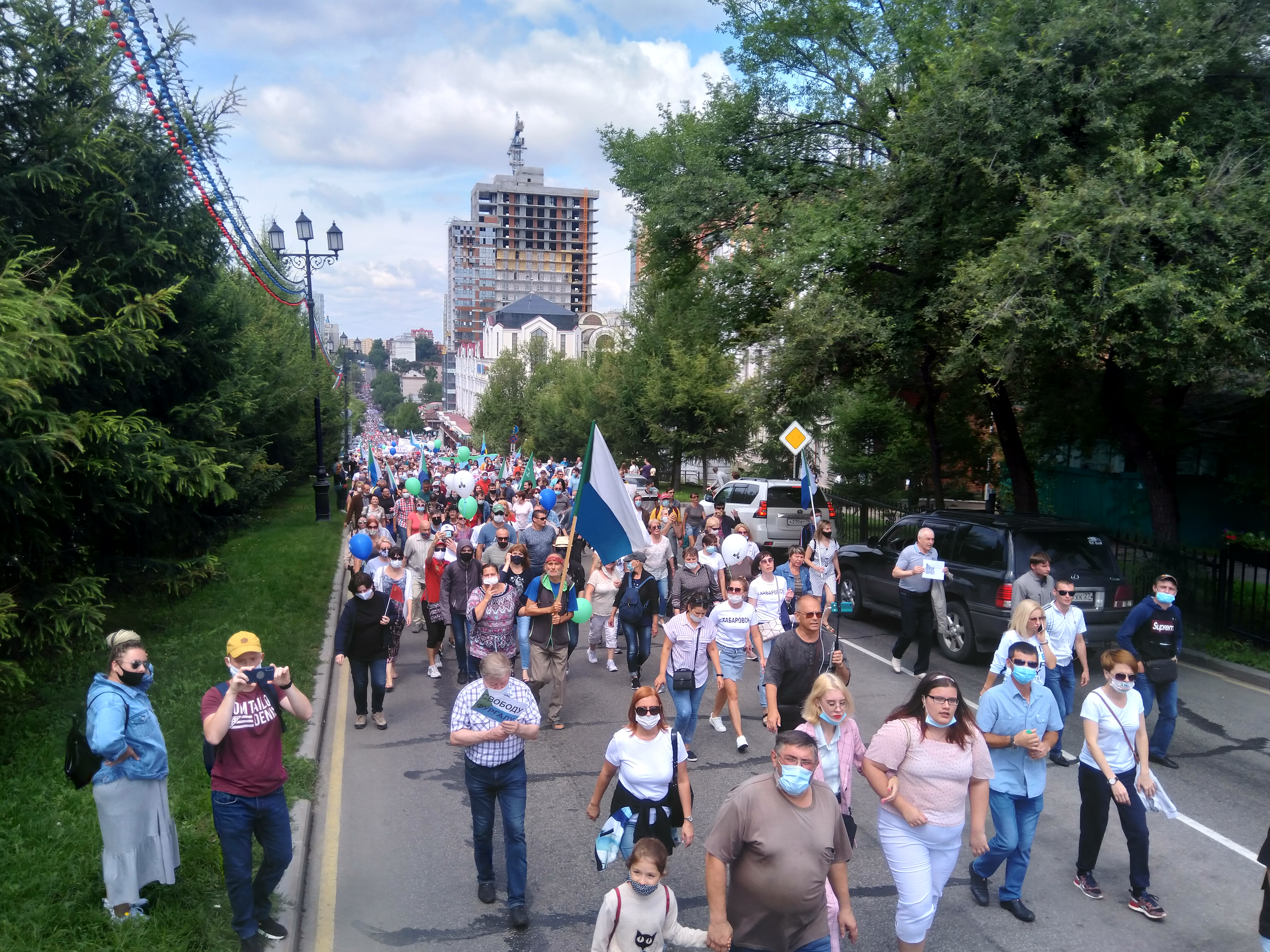
Cortège à Khabarovsk le 8 août 2020.

Le kraï de Khabarovsk est l'une des régions les plus politisées de Russie, et d'après Radio Free Europe/Radio Liberty, le sujet de Russie le plus contestataire en 2022. En effet, Important Stories, site internet russe indépendant spécialisé dans le journalisme d'investigation, a découvert grâce à la plus grande fuite de données de l'histoire de Roskomnadzor, que le Centre principal des radiofréquences (branche de Roskomnadzor), que c'était dans le kraï de Khabarovsk qu'il y avait le plus de manifestations en Russie par région. Selon Roskomnadzor, dans le kraï, il y a eu 119 manifestations entre début mars 2022 et fin juin 2019 (période dees documents venants de la fuite). Le kraï a accueilli deux fois plus de manifestations qu'à Saint-Pétersbourg, et trois plus qu'à Moscou et en Bachkirie. L'écrasante majorité des manifestations dans le kraï était celle pour soutenir l'ex gouverneur du kraï Sergueï Fourgal, arrêté en 2020 car il aurait été impliqué dans deux meurtres et une tentative de meurtre (auquel il a été condamné début 2023). En seulement 116 jours en 2022, 91 manifestations ont eu lieu. Les manifestations ont principalement lieu dans la capitale, Khabarovsk.
Important Stories rapporte que les habitants qui manifestents viennent aussi soutenir la Biélorussie, Alexeï Navalny, et parlent de politique général. Ces manifestations, à l'origine pour Sergueï Fourgal qui avaient commencé en juillet 2020, avaient toujours lieu en août et septembre 2023 d'après RFE/RL. Néanmoins en 2023, seuls quelques dizaines de personnes continuent de manifester dans les rues de Khabarovsk, sur un site spécialement attribué par les autorités, qui se situe loin du centre. D'après la radio, la police établit parfois des rapports, et l'on ne peut parler de la guerre qu'au sens figuré. Mais, la radio caractérise le kraï comme un îlot de liberté, car à Khabarovsk, qui serait la dernière grande ville russe où cela est possible (et par extension, sa région), l'on peut descendre dans la rue pour soutenir Navalny ou avec un slogan anti-guerre sans se retrouver devant les tribunaux. Des drapeaux blanc-bleu-blanc peuvent être aperçus, symbole pacifique,.
Le 12 mai 2024, Mikhaïl Degtiariov a démissionné de son poste de gouverneur pour devenir ministre. Son bras-droit Aleksandr Nikitine (Russie unie) l'a remplacé du 12 au 15 mai 2024 avant que Dmitri Demechine soit nommé gouverneur par intérim par le président Vladimir Poutine le 15 mai 2024. Pour la presse locale, c'est le moyen pour Russie unie de reprendre la région en propulsant quelqu'un de Moscou, alors que le LDPR est en perte de vitesse.

#### Résultats électoraux

Résultats en 2024.

| Scrutin                    | 1er tour | 1er tour | 1er tour | 1er tour | 1er tour | 1er tour | 1er tour | 1er tour | 1er tour | 1er tour | 1er tour | 1er tour | 2d tour                  | 2d tour                  | 2d tour                  | 2d tour                  | 2d tour                  | 2d tour                  | 2d tour                  | 2d tour                  | 2d tour                  | 2d tour                  |
| Scrutin                    | 1er      | 1er      | %        | 2e       | 2e       | %        | 3e       | 3e       | %        | 4e       | 4e       | %        | 1er                      | 1er                      | %                        | 2e                       | 2e                       | %                        | 3e                       | %                        | 4e                       | %                        |
| -------------------------- | -------- | -------- | -------- | -------- | -------- | -------- | -------- | -------- | -------- | -------- | -------- | -------- | ------------------------ | ------------------------ | ------------------------ | ------------------------ | ------------------------ | ------------------------ | ------------------------ | ------------------------ | ------------------------ | ------------------------ |
| Présidentielle 2012        |          | ER       | 56.15    |          | KPRF     | 17.65    |          | LDPR     | 10.47    |          | SE       | 9.50     | Victoire au premier tour | Victoire au premier tour | Victoire au premier tour | Victoire au premier tour | Victoire au premier tour | Victoire au premier tour | Victoire au premier tour | Victoire au premier tour | Victoire au premier tour | Victoire au premier tour |
| Gouvernorale 2013          |          | ER       | 63,92    |          | LDPR     | 19,14    |          | KPRF     | 9,73     |          | SRZP     | 3,99     | Victoire au premier tour | Victoire au premier tour | Victoire au premier tour | Victoire au premier tour | Victoire au premier tour | Victoire au premier tour | Victoire au premier tour | Victoire au premier tour | Victoire au premier tour | Victoire au premier tour |
| Législative régionale 2014 |          | ER       | 57,14    |          | KPRF     | 14,12    |          | LDPR     | 13,34    |          | SRZP     | 4,37     | Tour unique              | Tour unique              | Tour unique              | Tour unique              | Tour unique              | Tour unique              | Tour unique              | Tour unique              | Tour unique              | Tour unique              |
| Législative 2016           |          | ER       | 37,31    |          | LDPR     | 25,01    |          | KPRF     | 16,46    |          | SRZP     | 4,52     | Tour unique              | Tour unique              | Tour unique              | Tour unique              | Tour unique              | Tour unique              | Tour unique              | Tour unique              | Tour unique              | Tour unique              |
| Présidentielle 2018        |          | ER       | 65.78    |          | KPRF     | 18.42    |          | LDPR     | 9.32     |          | GRANI    | 1.73     | Victoire au premier tour | Victoire au premier tour | Victoire au premier tour | Victoire au premier tour | Victoire au premier tour | Victoire au premier tour | Victoire au premier tour | Victoire au premier tour | Victoire au premier tour | Victoire au premier tour |
| Gouvernorale 2018,         |          | LDPR     | 35,81    |          | ER       | 35,62    |          | KPRF     | 15,74    |          | SRZP     | 5,49     |                          | LDPR                     | 65,49                    |                          | ER                       | 27,97                    |                          |                          |                          |                          |
| Législative régionale 2019 |          | LDPR     | 56,12    |          | KPRF     | 17,24    |          | ER       | 12,51    |          | SRZP     | 3,53     | Tour unique              | Tour unique              | Tour unique              | Tour unique              | Tour unique              | Tour unique              | Tour unique              | Tour unique              | Tour unique              | Tour unique              |
| Législative 2021           |          | KPRF     | 26,51    |          | ER       | 24,51    |          | LDPR     | 16,18    |          | SRZP     | 6,46     | Tour unique              | Tour unique              | Tour unique              | Tour unique              | Tour unique              | Tour unique              | Tour unique              | Tour unique              | Tour unique              | Tour unique              |
| Gouvernorale 2021          |          | LDPR     | 56.77    |          | SRZP     | 25.43    |          | RPPSS    | 10.02    |          | Rodina   | 3,53     | Victoire au premier tour | Victoire au premier tour | Victoire au premier tour | Victoire au premier tour | Victoire au premier tour | Victoire au premier tour | Victoire au premier tour | Victoire au premier tour | Victoire au premier tour | Victoire au premier tour |

### Autorités

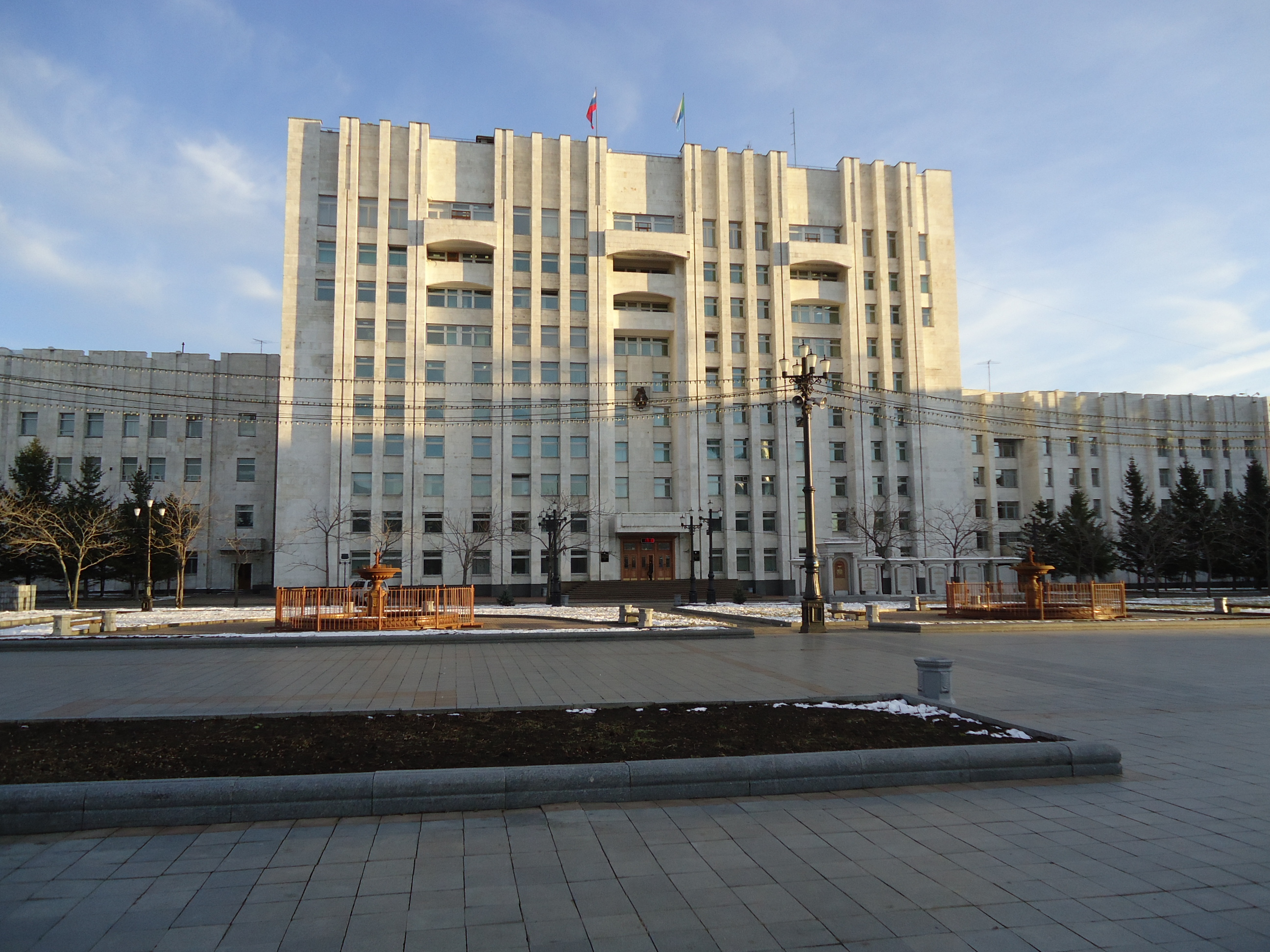
Bâtiment du gouvernement du kraï de Khabarovsk.

Le gouverneur du kraï de Khabarovsk est le plus haut fonctionnaire du pouvoir exécutif du kraï. Il représente également le kraï dans les relations avec les autorités fédérales de Russie et avec les autorités étatiques d'autres sujets de Russie. L'organe exécutif suprême du pouvoir d'État dans le kraï de Khabarovsk est le gouvernement du kraï de Khabarovsk, dirigé par le gouverneur Mikhaïl Degtiariov (LDPR) depuis le 24 septembre 2021, élu à la suite des élections infranationales de 2021.

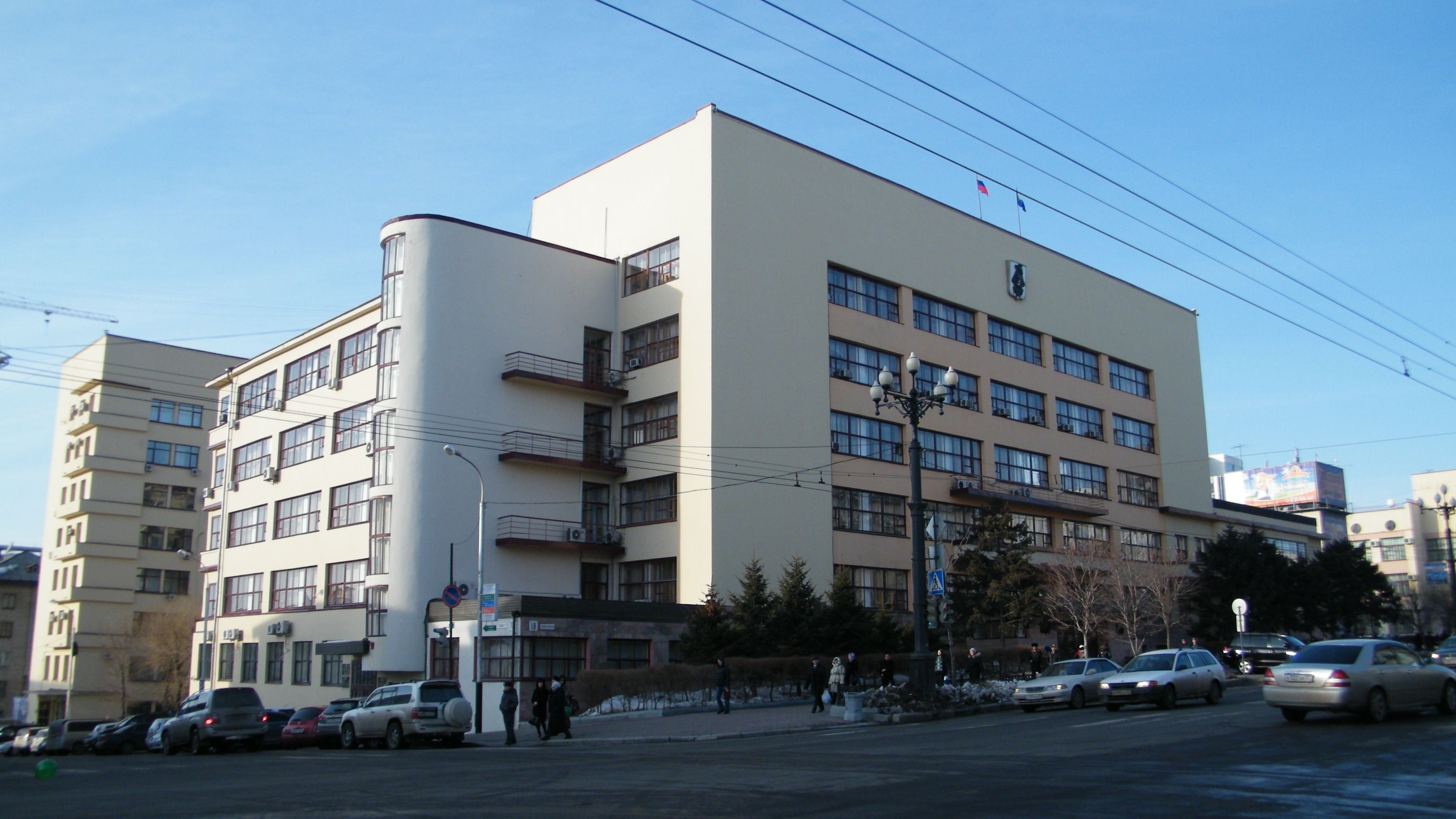
Bâtiment de la douma législative du kraï de Khabarovsk.

L'organe législatif du pouvoir est la Douma législative du kraï de Khabarovsk. La composition de l'assemblée législative comprend 36 députés élus pour cinq ans, dont 24 députés sont élus au scrutin uninominal majoritaire à un tour et 12 députés à la proportionnelle. Les dernières élections ont été tenues le 8 septembre 2019 dans le cadre des élections infranationales russes de 2019. Ces élections furent un séisme politique, le parti libéral-démocrate du alors gouverneur Sergueï Fourgal gagnant 30 des 36 sièges. Pour Russie unie, cela fut un échec cuisant, perdant leur majorité avec 28 sièges perdues.
Le pouvoir judiciaire dans le kraï de Khabarovsk est exercé par les tribunaux qui font partie du système judiciaire unifié de la fédération de Russie. Par ailleurs, la sixième cour d'appel d'arbitrage de Russie, qui a juridiction sur l'oblast de l'Amour, l'oblast autonome juif, l'oblast de Magadan, le kraï de Khabarovsk et sur le district autonome de Tchoukotka, se situe à Khabarovsk.

### Liste des dirigeants

#### Gouverneur général du territoire de l'Amour
Liste des gouverneurs généraux du territoire de l'Amour:
- 1847-1861, Nikolaï Mouraviov-Amourski, Gouverneur du Ienisseï, gouverneur général de la Sibérie orientale
- 1884-1893, Andrei Nikolaïevitch Korf, Gouverneur général du territoire de l'Amour
- 1893-1898, Sergei Mikhaïlovitch Dukhovskoy, Gouverneur général du territoire de l'Amour
- 1898-1902, Nikolaï Ivanovitch Grodekov, Gouverneur général du territoire de l'Amour
- de mars à septembre 1903, Dean Ivanovitch Subbotich, Gouverneur général de l'Amour
- 1903-1904, Nicolas Petrovitch Linevitch, Gouverneur général du territoire de l'Amour
- 1904-1906, Rostislav Aleksandrovitch Khrechtchatitski, Gouverneur général du territoire de l'Amour
- 1906-1910, Paul-Simon Ounterberger , Gouverneur général de l'Amour
- 1911-1917, Nikolaï Lvovitch Gondatti, Gouverneur général du territoire de l'Amour

#### Gouverneurs depuis la formation du kraï
- 20 octobre 1938 — 16 février 1939, Vladimir Aleksandrovitch Donskoï, premier secrétaire du Bureau d'organisation du kraï de Khabarovsk[103]
- 16 février 1939 — 2 janvier 1940, Vladimir Aleksandrovitch Donskoï, premier secrétaire du comité du kraï du RKP (b)[103]
- 2 janvier 1940 — 20 juin 1945, Guennady Andreïevitch Borkov, premier secrétaire du comité du kraï du RKP (b)[104]
- 20 juin 1945 — 1er mars 1949, Roman Kapitonovitch Nazarov, premier secrétaire du comité du kraï du RKP (b)[104]
- 1er mars 1949 — 19 janvier 1954, Aleksandr Pavlovitch Iefimov, premier secrétaire du comité du kraï du RKP (b)[104]
- 20 janvier 1954 — 19 juillet 1955, Averky Borissovitch Aristov, premier secrétaire du comité du kraï du RKP (b)[104]
- 19 juillet 1955 — 22 février 1957, Mikhaïl Mikhaïlovitch Stakhourski, premier secrétaire du comité du kraï du PCUS[104]
- 22 février 1957 — 23 juillet 1970, Alekseï Pavlovitch Chitikov, premier secrétaire du comité du kraï du PCUS[104]
- 23 juillet 1970 — 28 septembre 1988, Alekseï Klementievitch Tcherny, premier secrétaire du comité du kraï du PCUS[104]
- 28 septembre 1988 — 17 avril 1990, Viktor Stepanovitch Pasternak, premier secrétaire du comité du kraï du PCUS[104]
- 12 octobre 1990 — 24 août 1991, Sergueï Andreïevitch Markarov, premier secrétaire du comité du kraï du PCUS[104]
- 24 octobre 1991 — 30 avril 2009, Viktor Ivanovitch Ichaïev, chef de l'administration (depuis 2001, gouverneur)[105]
- 30 avril 2009 — 6 mai 2009, Viatcheslav Ivanovitch Chport, gouverneur par intérim[105]
- 6 mai 2009 — 28 septembre 2018, Chport Viatcheslav Ivanovitch, gouverneur[105]
- 28 septembre 2018 — 20 juillet 2020, Sergueï Ivanovitch Fourgal, gouverneur[105]
- 24 septembre 2021 — 12 mai 2024, Mikhaïl Vladimirovitch Degtiariov, gouverneur[105]
- 12 mai 2024 — 15 mai 2024 Aleksandr Nikitine, gouverneur par intérim[85]
- 15 mai 2024 — Dmitri Demechine, gouverneur par intérim[86]

### Divisions administratives

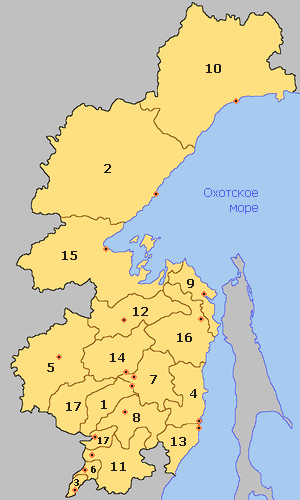
Carte des subdivisions du kraï.

Dans le cadre de la structure administrative-territoriale, le kraï de Khabarovsk comprend 6 villes d'importance de kraï (Khabarovsk, Komsomolsk-sur-l'Amour, Amoursk, Bikine, Nikolaïevsk-sur-Amour, Sovetskaïa Gavan), 5 raïons intra-urbains ; 17 raïons ; 1 ville d'importance de raïon (Viazemski) ; 18 communes urbaines et 412 localités rurales,,.
Dans le cadre de la structure municipale, le kraï comprenait au 1er janvier 2019 232 municipalités. Il y avait 2 okrougs urbains et 17 raïons municipaux, sur le territoire desquels se trouvent 22 établissements urbains et 191 établissements ruraux.
| N°                | Subdivision                    | Nom russe                   | Centre administratif        | Superficie (km2) | Population (2021) |
| Okrougs urbains   | Okrougs urbains                | Okrougs urbains             | Okrougs urbains             | Okrougs urbains  | Okrougs urbains   |
| ----------------- | ------------------------------ | --------------------------- | --------------------------- | ---------------- | ----------------- |
|                   | Khabarovsk                     | Хабаровск                   |                             | 39               | 617 441           |
|                   | Komsomolsk-sur-l'Amour         | Комсомольск-на-Амуре        |                             | 506              | 238 505           |
| Raïons municipaux |                                |                             |                             |                  |                   |
| 1                 | Raïon d'Amoursk                | Амурский район              | Amoursk                     | 16,269           | 57 852            |
| 2                 | Raïon d'Aïan-et-Maïa           | Аяно-Майский район          | Aïan                        | 167,229          | 1 902             |
| 3                 | Raïon de Bikine                | Бикинский район             | Bikine                      | 2,483            | 21 907            |
| 4                 | Raïon de Vanino                | Ванинский район             | Vanino                      | 25,747           | 34 562            |
| 5                 | Raïon de la Haute-Boureïa      | Верхнебуреинский район      | Tchegdonyme                 | 63,561           | 25 173            |
| 6                 | Raïon de Viazemski             | Вяземский район             | Viazemski                   | 4,318            | 19 676            |
| 7                 | Raïon de Komsomolsk            | Комсомольский район         | Komosomolsk-sur-l'Amour     | 25,167           | 24 015            |
| 8                 | Raïon de Lazo                  | имени Лазо район            | Pereïaslavka                | 31,786           | 38 819            |
| 9                 | Raïon Nanaï                    | Нанайский район             | Troitskoïe                  | 27,644           | 14 703            |
| 10                | Raïon de Nikolaïevsk           | Николаевский район          | Nikolaïevsk-sur-l'Amour     | 17,188           | 24 853            |
| 11                | Raïon d'Okhotsk                | Охотский район              | Okhotsk                     | 158,990          | 6 106             |
| 12                | Raïon de Polina Ossipenko      | имени Полины Осипенко район | Village de Polina Ossipenko | 34,560           | 3 873             |
| 13                | Raïon de Sovetskaïa Gavan      | Советско-Гаванский район    | Sovetskaïa Gavan            | 15,534           | 37 534            |
| 14                | Raïon de Solnetchny            | Солнечный район             | Soletchni                   | 31,085           | 27 491            |
| 15                | Raïon de Tougour-et-Tchoumikan | Тугуро-Чумиканский район    | Tchoumikan                  | 96,069           | 1 840             |
| 16                | Raïon Oultche                  | Ульчский район              | Bogordoskoïe                | 39,128           | 14 604            |
| 17                | Raïon de Khabarovsk            | Хабаровский район           | Khabarovsk                  | 30,014           | 82 088            |

### Principales villes
| 1  | Khabarovsk              | 617 168 |
| 2  | Komsomolsk-sur-l'Amour  | 236 158 |
| 3  | Amoursk                 | 38 606  |
| 4  | Sovetskaïa Gavan        | 24 231  |
| 5  | Nikolaïevsk-sur-l'Amour | 18 631  |
| 6  | Vanino                  | 17 326  |
| 7  | Bikine                  | 15 875  |
| 8  | Viazemski               | 12 791  |
| 9  | Solnetchni              | 12 267  |
| 10 | Tchegdomyne             | 11 895  |

## Économie

### Généralités

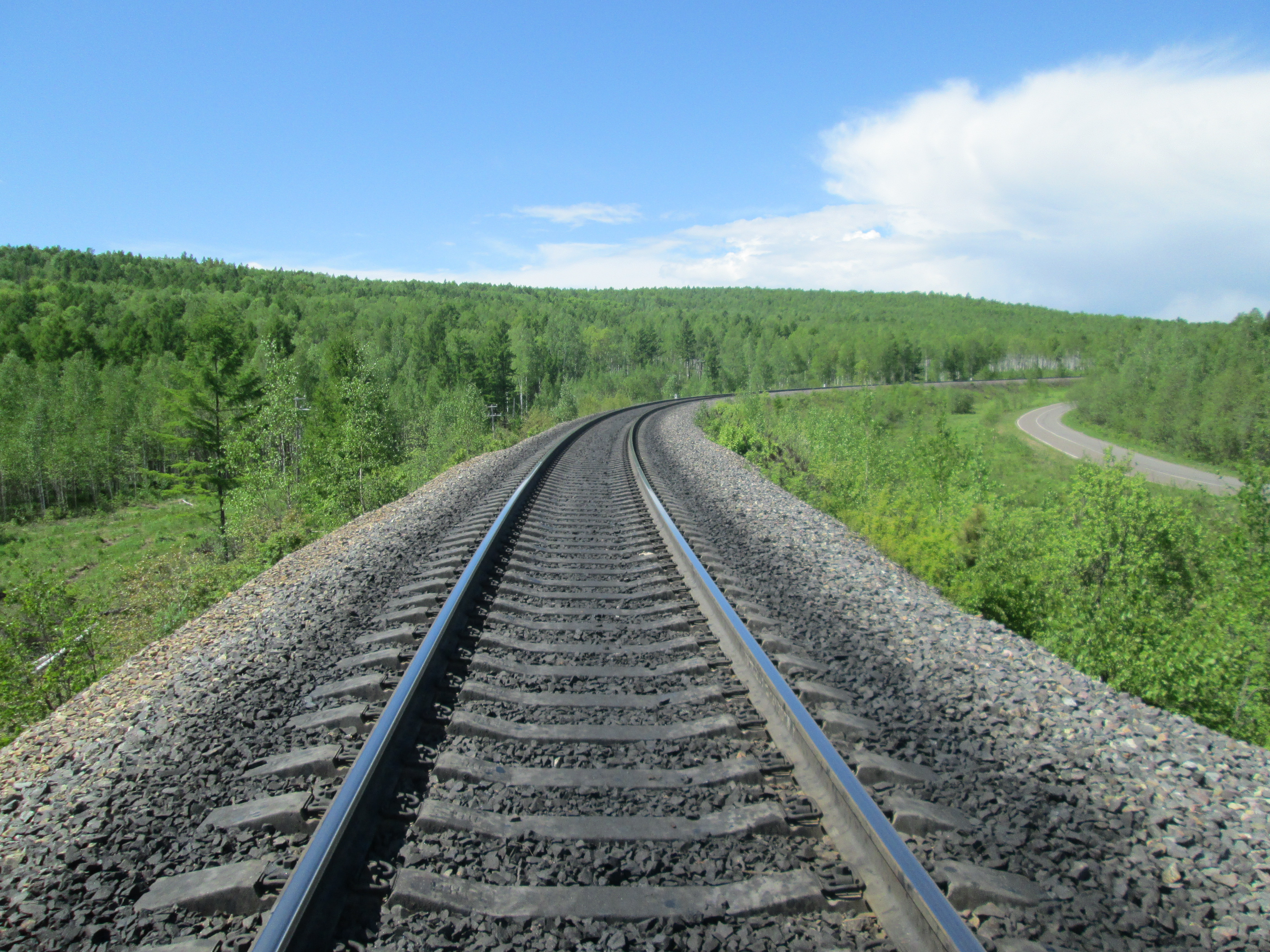
Chemin de fer non-loin de Komsomolsk-sur-l'Amour.

L'économie du kraï de Khabarovsk est développée, et se base principalement sur les secteurs primaires, la région étant riche en ressources naturelles. Selon Rosstat, le produit régional brut du kraï s'élevait à 987,186 5 milliards de roubles en 2021. Les principaux centres industries sont les villes de Khabarovsk, de Komsomolsk-sur-l'Amour, de Sovetskaïa Gavan, de Nikolaïevsk-sur-l'Amour, et d'Amoursk. Le kraï de Khabarovsk possède un important secteur métallurgique et mécanique (constructions Dalenergomach), aéronautique (KnAAPO Komsomolsk, usine travaillant pour le constructeur Soukhoï) et pharmaceutique (Dalchimprom à Khabarovsk).
Le kraï possède des gisements d'or, d'étain, d'aluminium, de fer, de houille et de lignite, et de graphite. Le kraï se classe au 7e rang de la fédération de Russie pour l'extraction d'or, et au second rang pour l'extraction de platine (par ex. dans le massif de Konder).
| Répartition | décembre 2023 | %    |
| --- | ------------- | ---- |
| Agriculture, foresterie, chasse, pêche et pisciculture                                                                                             | 67301,8       | 6,8  |
| Exploitation minière | 83188,3       | 8,4  |
| Industries manufacturières | 109729,6      | 11,1 |
| Fourniture d'électricité, de gaz et de vapeur; climatisation                                                                                       | 23757,7       | 2,4  |
| Approvisionnement en eau; évacuation de l'eau, organisation de la collecte et de l'élimination des déchets, activités de lutte contre la pollution | 4931,7        | 0,5  |
| Construction | 55845,5       | 5,7  |
| Commerce de gros et de détail; réparation de véhicules et de motos                                                                                 | 130774,6      | 13,2 |
| Transport et stockage | 163057,1      | 16,6 |
| Hôtellerie et restauration | 10496,8       | 1,1  |
| Information et communications | 19863,4       | 2,0  |
| Activités financières et d'assurance | 2185,5        | 0,2  |
| Activités immobilières | 93952,2       | 9,5  |
| Activités professionnelles, scientifiques et techniques                                                                                            | 17354,9       | 1,8  |
| Activités administratives et services complémentaires associés                                                                                     | 19024,4       | 1,9  |
| Administration publique et armée ; sécurité sociale                                                                                                | 86835,5       | 8,8  |
| Éducation | 36114,3       | 3,7  |
| Services de santé et services sociaux | 49704,8       | 5,0  |
| Activités culturelles, sportives, de loisirs et de divertissement                                                                                  | 5749,6        | 0,6  |
| Prestation d'autres types de services | 7318,8        | 0,7  |
| Total | 987 186,5     | 100  |

### Ressources de main-d'œuvre
Le quota de recours aux travailleurs migrants de l'étranger en 2011 était de 18 800, soit 6 700 de moins qu'en 2010.

### Revenu de la population
Depuis le 1er janvier 2023, le salaire minimum dans le kraï de Khabarovsk, compte tenu des allocations du nord et des coefficients régionaux, est de 24,36 mille roubles dans les régions méridionales du kraï ; de 27,61 mille roubles dans les zones assimilées à l'Extrême-Nord et de 35,73 mille roubles dans les régions de l'Extrême-Nord.

### Emplois
| Répartition | décembre 2023 | %     |
| --- | ------------- | ----- |
| Agriculture, foresterie, chasse, pêche et pisciculture                                                                                             | 10 994        | 2,48  |
| Exploitation minière | 14 976        | 3,38  |
| Industries manufacturières | 41 490        | 9,38  |
| Fourniture d'électricité, de gaz et de vapeur; climatisation                                                                                       | 17 331        | 3,92  |
| Approvisionnement en eau; évacuation de l'eau, organisation de la collecte et de l'élimination des déchets, activités de lutte contre la pollution | 4 734         | 1,07  |
| Construction | 38 176        | 8,63  |
| Commerce de gros et de détail; réparation de véhicules et de motos                                                                                 | 54 562        | 12,33 |
| Transport et stockage | 43 555        | 9,84  |
| Hôtellerie et restauration | 9 125         | 2,06  |
| Information et communications | 8 470         | 1,91  |
| Activités financières et d'assurance | 7 288         | 1,65  |
| Activités immobilières | 11 881        | 2,69  |
| Activités professionnelles, scientifiques et techniques                                                                                            | 15 098        | 3,41  |
| Activités administratives et services complémentaires associés                                                                                     | 16 243        | 3,67  |
| Administration publique et armée ; sécurité sociale                                                                                                | 49 405        | 11,17 |
| Éducation | 47 783        | 10,8  |
| Services de santé et services sociaux | 39 937        | 9,03  |
| Activités culturelles, sportives, de loisirs et de divertissement                                                                                  | 8 146         | 1,84  |
| Prestation d'autres types de services | 3 235         | 0,73  |
| Total | 442 430       | 100   |

### Entreprises
Au 1er janvier 2024, le bureau du kraï du Service fédéral des statistiques de l'État russe recense dans la province 31 185 entreprises. Les entreprises du kraï sont les plus nombreuses dans le secteur du commerce avec 7 849 entreprises, soit 24,7 % du total. Le deuxième secteur le plus important est celui de la construction, avec 11,8 % du nombre total d'entreprises, et le troisième est le secteur du transport et du stockage, avec 9,7 % du total.
| Répartition | 2024   | %    |
| --- | ------ | ---- |
| Agriculture, foresterie, chasse, pêche et pisciculture                                                                                             | 1341   | 4,2  |
| Exploitation minière | 481    | 1,5  |
| Industries manufacturières | 1757   | 5,5  |
| Fourniture d'électricité, de gaz et de vapeur; climatisation                                                                                       | 246    | 0,8  |
| Approvisionnement en eau; évacuation de l'eau, organisation de la collecte et de l'élimination des déchets, activités de lutte contre la pollution | 198    | 0,6  |
| Construction | 3746   | 11,8 |
| Commerce de gros et de détail; réparation de véhicules et de motos                                                                                 | 7849   | 24,7 |
| Transport et stockage | 3076   | 9,7  |
| Hôtellerie et restauration | 893    | 2,8  |
| Information et communications | 657    | 2,1  |
| Activités financières et d'assurance | 323    | 1,0  |
| Activités immobilières | 2576   | 8,1  |
| Activités professionnelles, scientifiques et techniques                                                                                            | 2200   | 6,9  |
| Activités administratives et services complémentaires associés                                                                                     | 1196   | 3,8  |
| Administration publique et armée ; sécurité sociale                                                                                                | 914    | 2,9  |
| Éducation | 1211   | 3,8  |
| Services de santé et services sociaux | 840    | 2,6  |
| Activités culturelles, sportives, de loisirs et de divertissement                                                                                  | 793    | 2,5  |
| Prestation d'autres types de services | 1518   | 4,8  |
| Total | 31 185 | 100  |

#### Industrie
En termes de volumes de production, de production accumulée, de potentiel de ressources scientifiques, techniques et humaines, les principales industries du kraï sont :
- production de machines et d'équipements
- production chimique
- production de véhicules
- fabrication d'équipements électroniques
- production métallurgique
- production de produits métalliques finis

##### Industrie du bois
La superficie totale des terres végétales est de 75 497 000 hectares, y compris les terres forestières, 59 222 000 hectares, dont 52 132 000 hectares sont couverts de végétation forestière. Couverture forestière, 66,2 %, stock total de bois sur pied, 5 145 millions de m3 ; Les forêts de conifères prédominent, qui occupent jusqu'à 85 % de la superficie forestière. Les principales essences sont le mélèze et l'épicéa. En termes de production de bois, le kraï de Khabarovsk se classe au troisième rang du pays et au premier en Extrême-Orient. En 2010, les entreprises du kraï ont récolté 5,6 millions de m3 et exporté 5,1 millions de mètres cubes de bois rond. 88 % du bois a été fourni à la Chine, 7 % au Japon, 5 % à la Corée du Sud, le montant total des recettes s'est élevé à 477 millions de dollars. Les exportations de bois d'œuvre se sont élevées à 690 000 mètres cubes, dont 560 000 mètres cubes sont allés à la Chine, 73 000 mètres cubes au Japon, 38 000 mètres cubes à la république de Corée. Le complexe industriel du bois du kraï emploie 15,5 mille personnes.
Sur la base de dix années d'observations, il a été conclu que le volume des coupes est plusieurs fois supérieur à celui autorisé et déclaré. Cela a suscité l'inquiétude du Fonds mondial pour la nature. Les scieries et les parcs à bois appartenant à des Chinois jouent un rôle clé dans la propagation de l'exploitation forestière illégale,. De plus, les représentants des groupes criminels organisés n'occupent pas la dernière place dans cette affaire.
Les données objectives obtenues à partir du traitement des images satellite montrent des dommages importants au fonds forestier causés entre 2001 et 2019.

##### Industrie alimentaire
Les plus grands producteurs agroalimentaires du kraï de Khabarovsk sont : Grig Chernobelsky LLC, Pereyaslavsky Dairy Plant OJSC, DAKGOMZ OJSC, Kolos-prom LLC, Khabarovsky Distillery OJSC, Baltimore -Amur LLC, Amurpivo OJSC et « Baltika-Khabarovsk », cette dernière étant la plus grande brasserie d'Extrême-Orient,.

##### Industrie de la pêche
Les principales eaux de pêche pour les entreprises du kraï sont la mer d'Okhotsk, la mer de Béring ainsi que la mer du Japon, les eaux côtières du détroit de Tatarie et le fleuve Amour. La flotte du kraï de Khabarovsk comprend environ 80 navires pouvant pêcher jusqu'à 250 000 tonnes de poisson et de fruits de mer par an. Les plus grandes entreprises de pêche du kraï de Khabarovsk sont : Vostokrybprom , Sovgavanryba, la ferme collective 50 ans d'octobre, Pollux et autres.
Les plus grandes entreprises de transformation du poisson côtier du kraï sont les artels de pêche « Inya » et « Lénine », « DV-Areal », « Diakov », et les entreprises « Usadba », « shTurMan », « Dalproductservis ».

##### Métallurgie ferreuse et non ferreuse
La principale entreprise métallurgique du kraï de Khabarovsk est Amurmetall OJSC, basée à Komsomolsk-sur-l'Amour, qui le seul producteur de métaux ferreux en Extrême-Orient. Plus de vingt entreprises sont engagées dans l'extraction de métaux précieux, dont les plus grandes sont l'Artel des prospecteurs « Amour » (qui fait partie du groupe de sociétés russe Platinum), CJSC Mnogovershinnoe.

##### Génie mécanique et travail des métaux
Les entreprises du kraï de Khabarovsk sont impliquées dans la construction de navires, d'avions, d'équipements de manutention, de câbles, de navires de réparation, d' équipements de construction et d'automobiles. Le leader de l'industrie est considéré comme l'Association de production aéronautique de Komsomolsk-sur-l'Amour (KnAAPO). Le chantier naval de l'Amour a exécuté des commandes pour la construction de modules et la modernisation des plates-formes pétrolières offshore Molikpaq et Orlan, destinées à la production pétrolière sur le plateau de Sakhaline. Les grandes entreprises de construction de machines sont : Amur Cable Plant OJSC, Khabarovsk Shipbuilding Plant Federal State Unity Enterprise et Dalenergomash Plant.

#### Agriculture

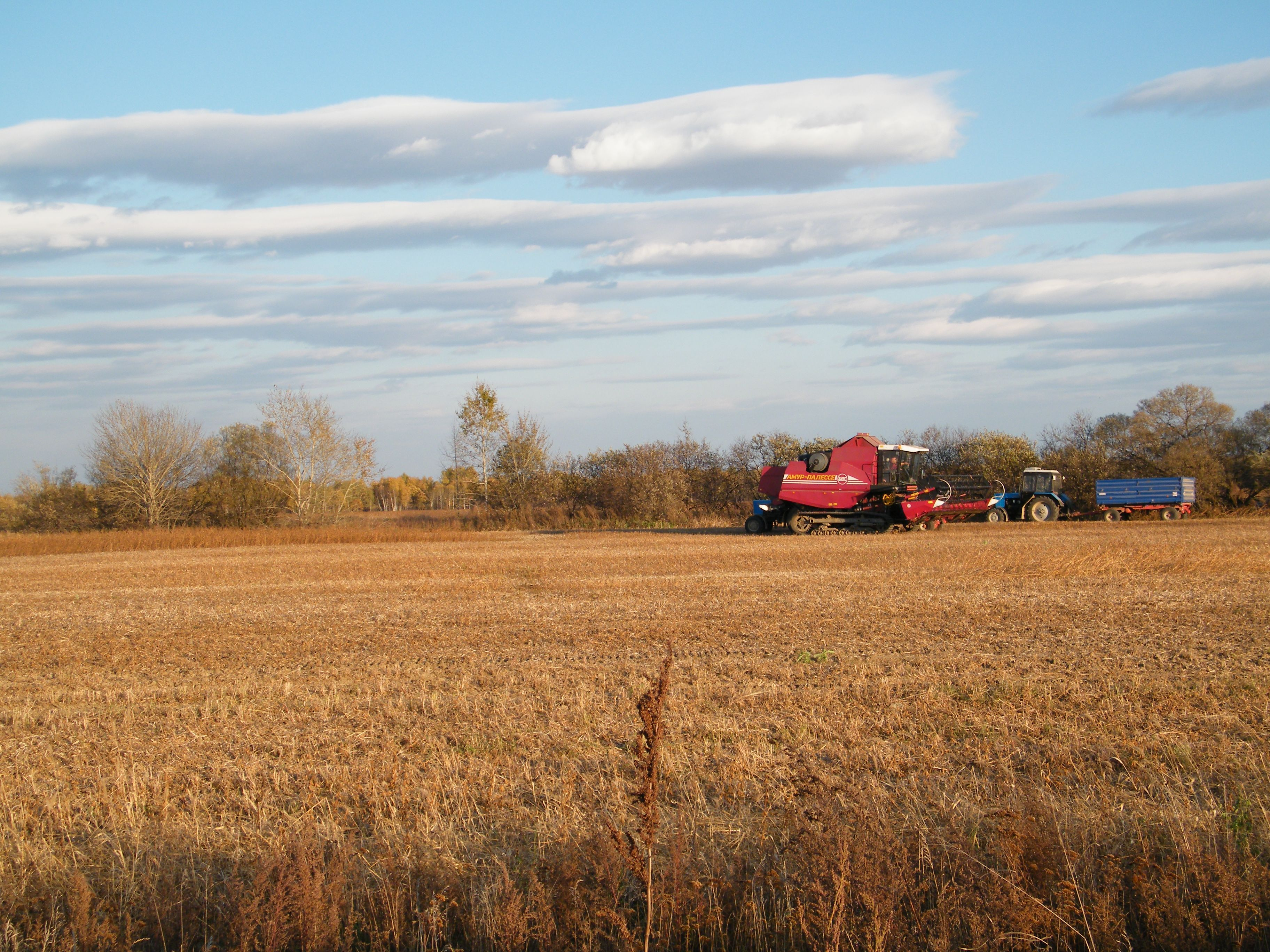
Champ et tracteur dans le raïon de Khabarovsk.

Les produits de l'agriculture dans le kraï de Khabarovsk en 2015 s'élevait à une valeur de 23,1 milliards de roubles, soit la 58e place par sujets russes. Le volume de la production agricole en valeur en 2015 dans la région s'élevait à 13,6 milliards de roubles (49e place), produits de l'élevage d'une valeur de 9,5 milliards de roubles (64e place). En 2019, la production agricole dans les exploitations agricoles de toutes catégories s'élevait à 15,6 milliards de roubles (81,1 % du niveau de 2018).
Fin 2022, la superficie totale des terres agricoles du kraï est de 399,5 mille hectares, dont 241,9 mille hectares sont productifs. Il est prévu de crééer au moins 30 000 hectares de nouvelles terres agricoles d'ici 2030.

##### Productions animales
En 2019, la production des principaux types de produits de l'élevage dans les exploitations de toutes catégories s'est élevée à :
- Lait : 25,4 mille tonnes, y compris dans les organisations agricoles, 10,2 mille tonnes ;
- Viande de bétail et de volaille : 14,7 mille tonnes, y compris dans les organisations agricoles, 2,2 mille tonnes ;
- Œufs : 307,8 millions de pièces, y compris dans les organisations agricoles, 288,2 millions de pièces ;

Le rendement laitier moyen par vache dans les organisations agricoles était de 3 099 kilogrammes, et la production moyenne d'œufs des poules pondeuses dans les organisations agricoles était de 312 pièces.
Au 1er janvier 2020, le nombre de cheptel dans toutes les catégories d'exploitations était de :
- Bovins : 17,0 mille têtes, y compris dans les organisations agricoles, 7,8 mille têtes ;
- Vaches : 6,7 mille têtes, y compris dans les organisations agricoles, 3,2 mille têtes ;
- Porcs : 16,2 mille têtes, y compris dans les organisations agricoles, 2,3 mille têtes ;
- Volailles : 1 497,4 mille têtes, y compris dans les organisations agricoles, 1 382,5 mille têtes.

Fin février 2020, le nombre de bovins dans les organisations agricoles s'élève à 7,6 mille têtes (10,3% de moins par rapport à la même période de 2019). La plus forte baisse concerne le nombre de porcs (2,3 mille têtes pour l'ensemble du kraï de Khabarovsk, 20,9 % de moins qu'en février 2019). Les vaches ont diminué de 17,2 % (3 000 têtes restantes), les volailles de 4,8 % (1 274 500 têtes). Seul le nombre de chèvres et de moutons est resté au niveau de l'année dernière, 100 têtes,.
Le nombre de bovins dans le kraï de Khabarovsk à la fin de 2015 s'élevait à 21,8 mille têtes, dont 10,1 mille têtes de vaches. En 5 ans, la taille du cheptel bovin dans la région a diminué de 18,9 %, en 2001 de 61,8 %. Le nombre de vaches a diminué de 26,9 % sur 5 ans, en 2001, de 64,2 %. En 2015, la production de viande bovine dans le kraï de Khabarovsk s'élevait à 5 300 tonnes en poids vif (3 000 tonnes en poids d'abattage). Sur 5 ans, elle a diminué de 31,2 %, en 2001 de 32,1 %. La production de lait dans le kraï de Khabarovsk dans les exploitations de toutes catégories en 2015 s'élevait à 39 400 tonnes. Sur 5 ans, les volumes ont diminué de 24,8 %, en 2001 de 51,2 %.
Le nombre de porcs dans le kraï de Khabarovsk à la fin de 2015 dans toutes les catégories d'exploitations s'élevait à 53,5 mille têtes. Sur 5 ans, il a diminué de 13,6 % par rapport à 2001, de 25,8 %. La production de porc dans le kraï de Khabarovsk en 2015 s'élevait à 14 100 tonnes de poids vif (11 000 tonnes en poids d'abattage). Sur 5 ans, elle a augmenté de 3,6 %, en 2001 de 2,1 %.
Fin 2015, le nombre d'ovins et de caprins dans le kraï de Khabarovsk s'élevait à 7 000 têtes. Sur 5 ans, la taille du cheptel a augmenté de 12,3 % et diminué de 5,9 % par rapport à 2001.
En 2015, le volume total de production de viande en poids d'abattage s'élevait à 17 800 tonnes. Sur ce volume, le porc représentait 61,4 %, le bœuf 16,9 %, la viande d'agneau et de chèvre 0,4 %, la viande de volaille 20,9 % (5 000 tonnes en poids vif, 3 700 tonnes en poids d'abattage). Sur 5 ans, le volume de production a diminué de 51,1 %, par rapport à 2001, il a augmenté de 31,4 %. La production d'œufs dans le kraï de Khabarovsk en 2015 dans les fermes de toutes catégories s'élevait à 274,8 millions de pièces. Sur 5 ans, la production a diminué de 8,0 % par rapport à 2001 – augmenté de 19,0 %.

##### Élevage de rennes
Pendant la période soviétique, l'élevage de rennes s'est développé dans le kraï, qui a presque disparu dans les années 1990. En 1990, il y avait 43,8 mille rennes dans la région, et en 2000, il y en avait seulement 9,8 milles individus. Par la suite, la situation s'est stabilisée et en 2010, il y avait 8,1 mille cerfs dans la région.

##### Production végétales

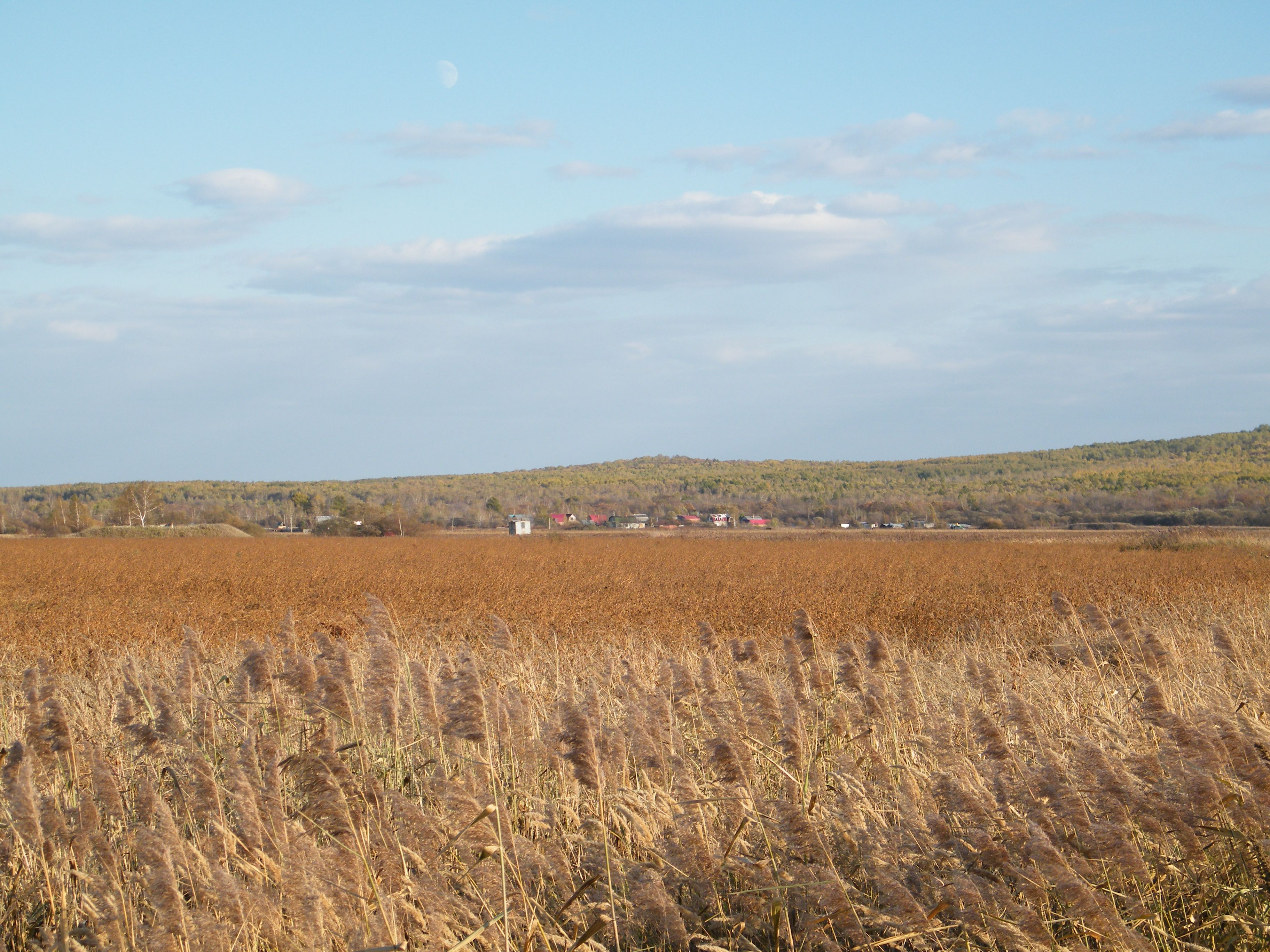
Champ de soja à Lesnoïe (raïon de Khabarovsk).

Aujourd'hui, dans le kraï de Khabarovsk, 60 % des terres fertiles sont consacrées à la culture du soja, générant actuellement les profits les plus élevés. Cependant, selon les normes agricoles, le soja devrait occuper moins de 30 % de la rotation des cultures, car cette culture épuise le sol, rendant la terre impropre à la culture ultérieure. En 2020, la récolte dans les champs a atteint 15 500 tonnes de céréales, y compris du maïs-grain, soit une augmentation de 67 % par rapport à 2019. De plus, 35 000 tonnes de soja ont été récoltées, marquant une augmentation de 10 % par rapport à 2019.
En 2019, les exploitations de toutes catégories ont produit :
- Céréales et légumineuses : 9,3 mille tonnes ;
- Soja : .31,6 mille tonnes ;
- Pommes de terre : 68,7 mille tonnes ;
- Légumes : 35,5 mille tonnes ;

La superficie ensemencée du kraï de Khabarovsk en 2015 s'élevait à 78,5 mille hectares, avec des différentes cultures telles que le blé, l'orge, l'avoine, le maïs, le sarrasin, le soja, les pommes de terre, les légumes de plein champ, et les melons et cultures vivrières. Une part importante de la superficie est destinée à la culture de graminées fourragères et d'autres cultures fourragères.
| Superficies ensemencées : | Superficies ensemencées : | Superficies ensemencées : | Superficies ensemencées : | Superficies ensemencées : | Superficies ensemencées : |
| année                     | 1959                      | 1990                      | 2000                      | 2005                      | 2015                      |
| ------------------------- | ------------------------- | ------------------------- | ------------------------- | ------------------------- | ------------------------- |
| Mille ha                  | 194                       | 121,3                     | 102,6                     | 77,3                      | 78,5                      |

#### Énergie

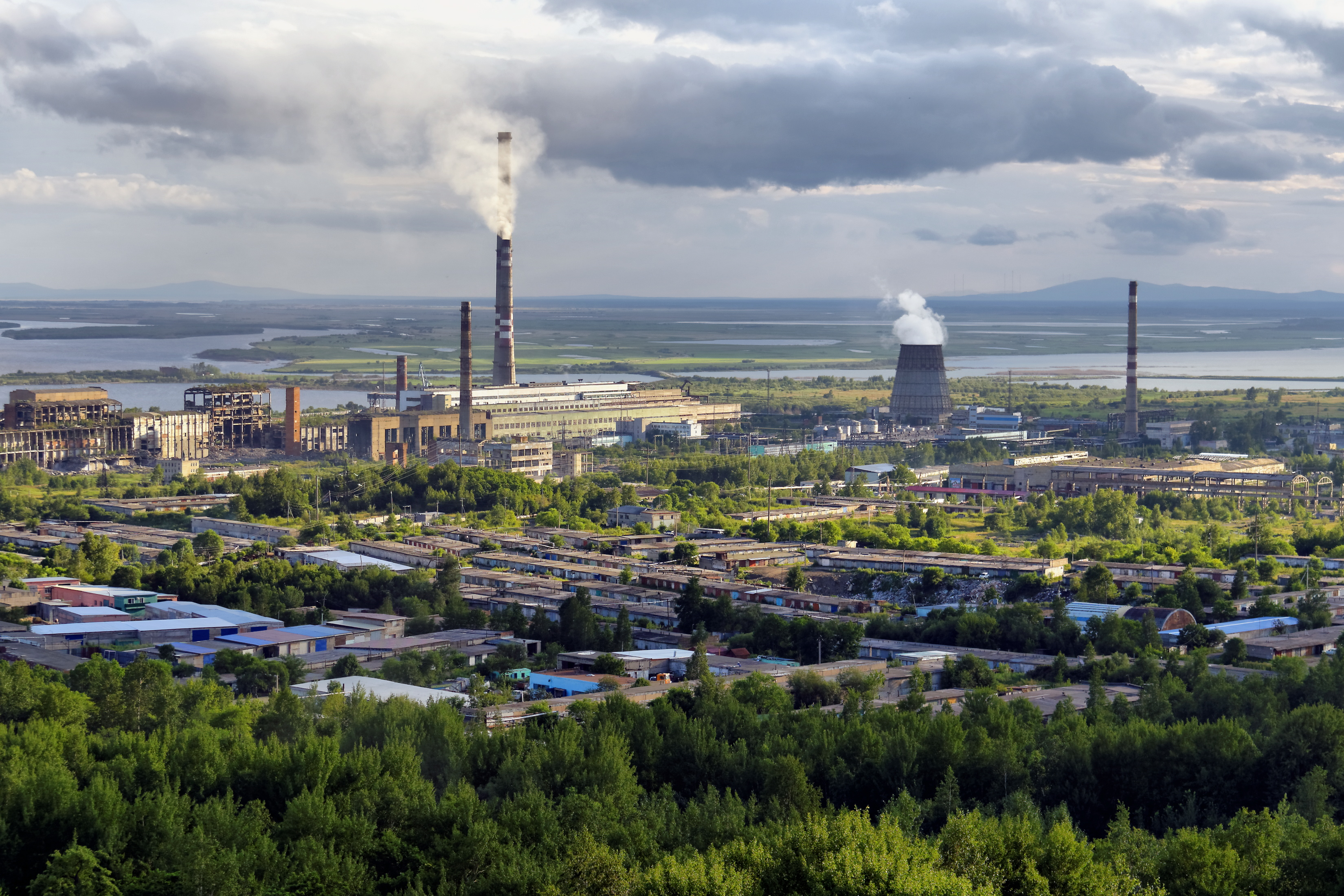
Centrale thermique d'Amoursk.

Début 2019, huit grandes centrales thermiques d'une capacité totale de 2 231,3 MW fonctionnaient dans le kraï de Khabarovsk. En 2018, elles ont produit 8 905 millions de kWh d'électricité.

#### Tourisme
Le kraï de Khabarovsk compte 243 organisations enregistrées fournissant des services touristiques et d'excursions, dont 129 qui sont inscrites au registre fédéral unifié des voyagistes. L'un des centres d'attraction touristique est la capitale du kraï, Khabarovsk, qui abrite le musée des arts d'Extrême-Orient, des collections de l'Ermitage, de la galerie Tretiakov et du musée des beaux-arts Pouchkine ; la Philharmonie régionale de Khabarovsk ; le complexe Platinum Arena qui est le plus grand d'Extrême-Orient ; des églises , théâtres et de nombreux équipements culturels et de divertissement.
Le tourisme en mer et l'écontourisme se développent dans le kraï. Le tourisme ethnographique se développe grâce aux peuples autochtones du kraï de l'Amour : Nanaïs, Oudihés, Oultches, Nivkhes et Orotches. Sur les rives du fleuve Amour, à 75 km de Khabarovsk, a été inauguré un musée en plein air « Pétroglyphes de Sikatchi-Alyan » datant de la période néolithique

#### Investissements
Parmi les principaux investisseurs mettant en œuvre des projets dans le kraï figurent Gazprom et Transneft, RAO ES Vostokakompaniya, Soukhoï, Dallesprom et Arkaim, Alliance Oil, Polymetal, la Siberian Coal Energy Company, et les Chemins de fer russes. Le ratio investissements/PIB est supérieur à 30 %. En 2010, le produit régional brut du kraï a augmenté de 12,6 % par rapport à 2009, la production industrielle a augmenté de 24,7 % et les revenus monétaires réels de la population ont augmenté de 7,4 %,. Depuis 1989, 79 millions de dollars d'investissements sont venus de Chine vers le kraï de Khabarovsk, ce qui représente 3,6 % du volume total des investissements étrangers.

#### Perspectives
Il est prévu d'associer le développement économique et l'aménagement du territoire à cinq zones de développement :
- L'agglomération urbaine de Khabarovsk ;
- La zoone industrielle de Komsomolsk-sur-l'Amour, Amoursk, et Solnechny ;
- Centre de transport et industriel Vanino et Sovetskaïa Gava, ;
- Centre industriel de la Haute-Boureïa
- Nikolaïevsk-sur-l'Amour

Au sein de chacune des zones, il existe ses propres entreprises industrielles, sur la croissance productive, technique et technologique desquelles repose le développement de l'économie des industries et des services connexes selon le principe des clusters.

## Culture locale et patrimoine

### Lieux et monuments

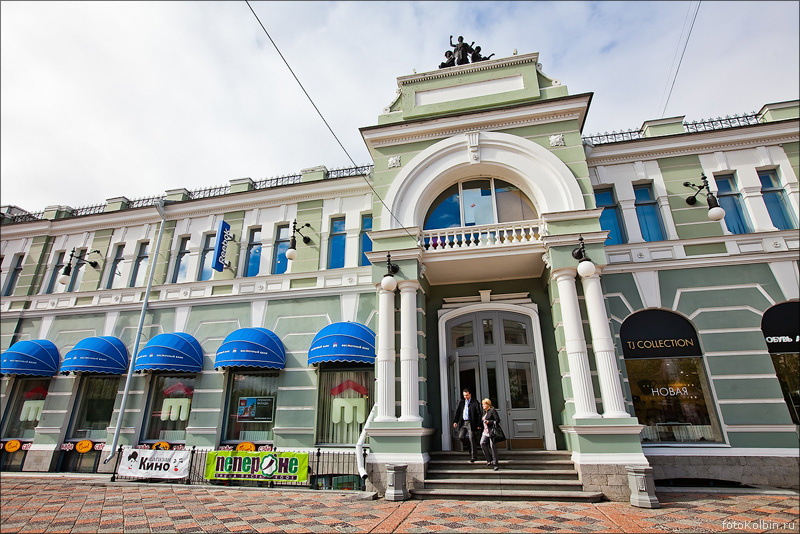
Bâtiment Kunst und Albers de Khabarovsk.

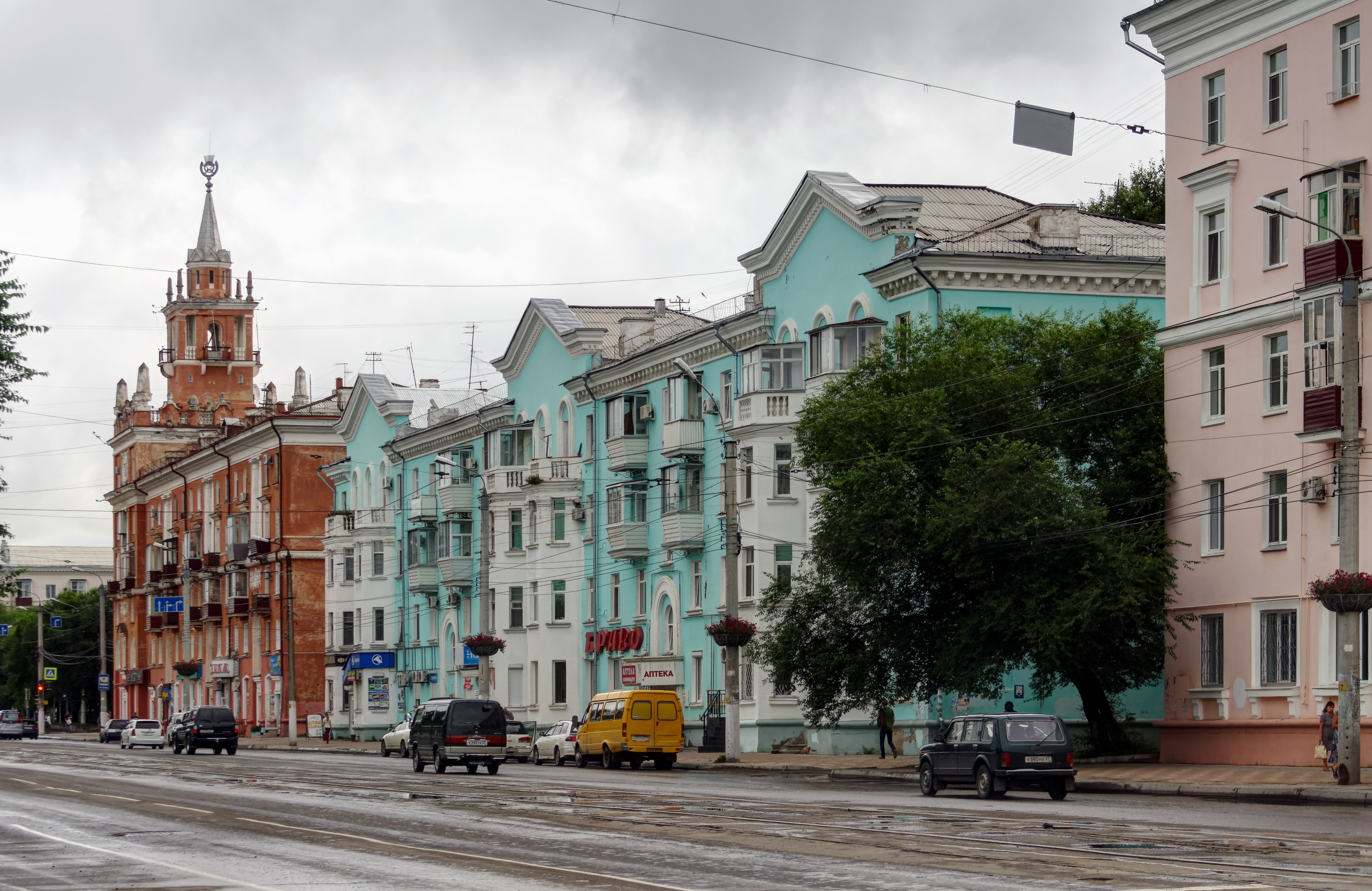
Architecture stalinienne à Komsomolsk-sur-l'Amour.

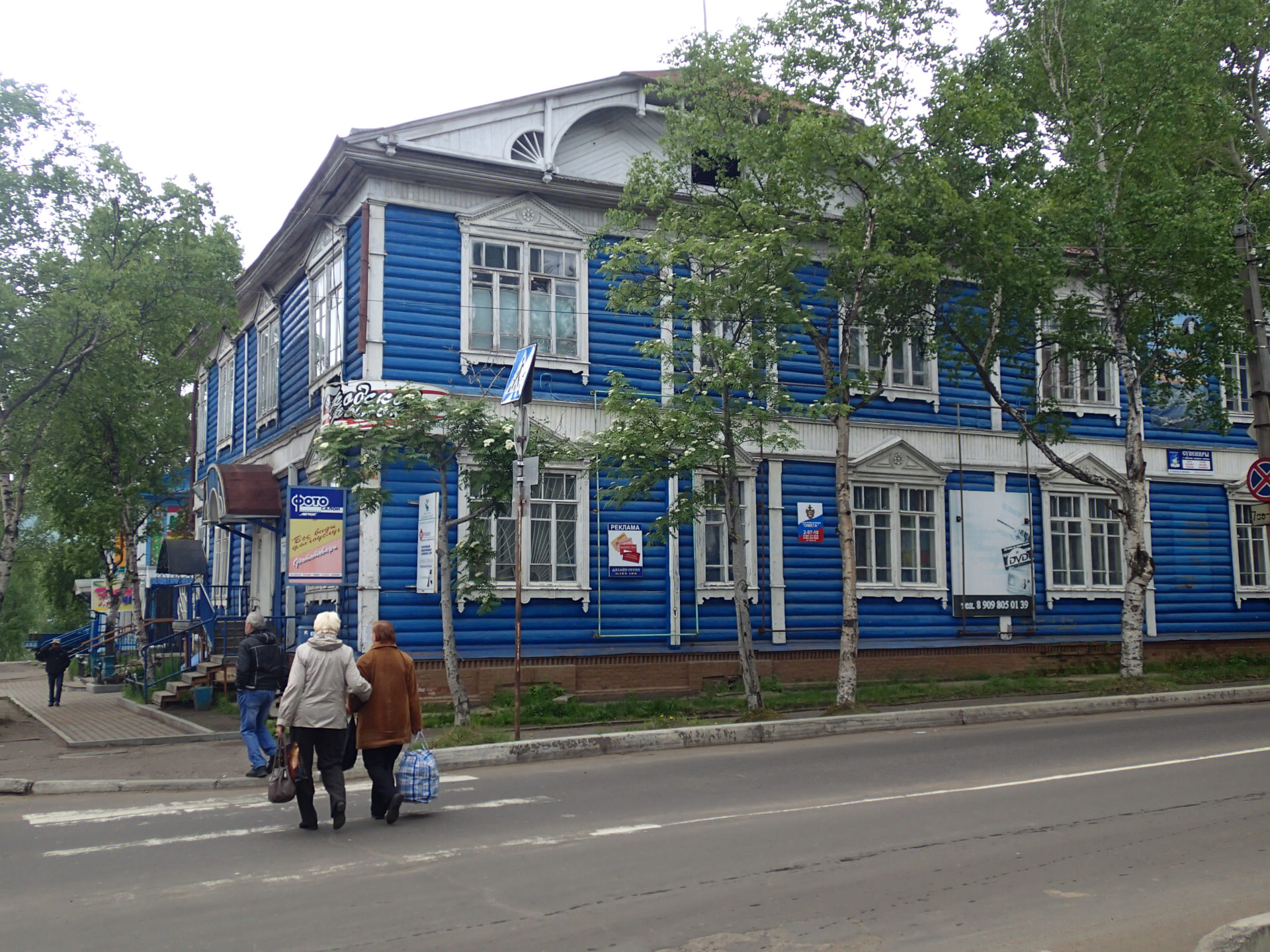
Maison en bois à Nikolaïevsk-sur-l'Amour.

Le kraï de Khabarovsk possède un patrimoine récent et ainsi moins importants que dans d'autres régions russes. Au 29 novembre 2023, selon le décompte du Centre du kraï de Khabarovsk pour la protection des monuments historiques et culturels, le kraï comprenait 1466 objets patrimoniaux culturels, dont 155 objets d'importance fédérale (dont 117 sites archéologiques), 418 objets d'importance régionale, 17 objets d'importance locale ainsi que 876 objets identifiés (dont 811 sites archéologiques). Par ailleurs, le kraï comprenait 4 objets présentant les caractéristiques d'un objet patrimonial culturel, mais qui ne sont pas encore classés. La concentration des monuments d'architecture et des monuments est dans les villes, et principalement dans celles de Khabarovsk et de Komsomolsk-sur-l'Amour. Parmi ceux d'architecture, on peut citer l'église Saint-Innocent-d'Irkoutsk à Khabarovsk, d'importance fédéral depuis 1991, le bâtiment du Bureau du Comité de sécurité de l'État de Komsomsk-sur-l'Amour, classé d'importance régionale depuis 1985 ou encore la maison de commerce Pliosnine, classé d'importance fédérale depuis 1985,.
Une part importante des monuments sont des sépultures et des lieux de mémoire liés à la révolution russe, à la guerre civile russe ainsi qu'à la Seconde Guerre mondiale. Ces monuments de mémoire sont eux mieux répartis à travers la territoire que ceux d'architecture, avec aussi bien dans les villes que dans les campagnes, même si les raïons de Lazo, de Bikine et de Viazemski en concentrent un grand nombre. L'on peut citer le charnier de partisans abattus par les envahisseurs japonais à Bikine, d'importance régionale depuis 1957 ; ou le monument aux partisans morts dans la lutte pour le pouvoir soviétique de Bitchevaïa, d'importance régionale depuis 1957.
Enfin, le plus grand groupe de monuments, les sites archéologiques, sont dispersés à travers toute la région. Parmi ces derniers, il faut citer les pétroglyphes de Sikatchi-Alian au bord de l'Amour, qui sont dans un très bon état de préservation. Les pétroglyphes sont candidats au patrimoine mondial de l'Unesco, et ils datent d'après la datation au carbone 14 de 12960 ± 120 ans.

### Institutions culturelles
Actuellement, le réseau des institutions culturelles régionales totalise 657 unités (dont : 6 théâtres, la Philharmonie régionale, 18 musées (avec succursales), 7 cinémas, le collège régional des arts, 44 écoles d'art pour enfants (avec succursales), 4 écoles culturelles et parcs de loisirs, 2 zoos et 2 jardins botaniques, un cirque régional, 312 bibliothèques, 258 institutions culturelles et de loisirs, un centre de recherche et de production pour la protection et l'exploitation des monuments historiques et culturels).

### Festivals
Le festival des fêtes rituelles des peuples autochtones « Tambourin de l'amitié » a lieu en juillet dans la région de l'Amour depuis 2003. Depuis 2012, le festival international de musique militaire « Amur Waves » a lieu dans la capitale régionale. L'initiateur du festival est le chef militaire en chef de la Fédération de Russie Valery Khalilov. À partir de 2021, Khabarovsk accueille le festival saisonnier « AmurFest ».

### Prix
- Ordre de Lénine (1965).

### Personnalités liées au kraï
Différentes personnalités sont demeurées liées avec le kraï de Khabarovsk, qu'elles y soient nées ou qu'elles y aient accompli des moments importants de leur vie :
- Ivan Moskvitine (1600 – ?), explorateur russe du XVIIe siècle, qui fut le premier européen à atteindre la mer d'Okhotsk, et foda le fort d'Ouda ;
- Vitus Béring (1681 – 1741), est un explorateur danois au service de la marine russe, passa plusieurs mois à Okhotsk avant son départ vers le Pacifique ;
- Kim Jong-il (1941 – 2011), né à Vitaskoïe, a été homme d'État nord-coréenne et dirigeant suprême de celle-ci de 1994 à sa mort;
- Iouri Tchaïka (né en 1951), né à Nikolaïevsk-sur-l'Amour, a été procureur général de la Russie de 2006 à 2020 et ministre de la Justice de 1999 à 2006 ;
- Vladimir Oustinov (né en 1953), né à Nikolaïevsk-sur-l'Amour, a étéministre de la Justice de 2006 à 2008, et désormais représentant du président russe dans le district fédéral du Sud ;
- Efim Zelmanov (né en 1955), né à Khabarovsk, est un mathématicien russe qui a résolu le problème de Burnside , et qui a reçu la médaille Fields en 1994 ;
- Sergueï Bodrov (né en 1984), réalisateur, également producteur et scénariste, est connu pour son film Le Prisonnier du Caucase, nommé aux Oscars et aux Golden Globe en 1997.